# Budapest XXI. kerülete
Budapest XXI. kerülete, azaz Csepel (németül: Tschepele), a főváros egyik legváltozatosabb kerülete, amely egyaránt rendelkezik kertvárosias, falusias, vízparti, illetve lakótelepi és ipari városrészekkel. Az egyetlen kerület, amely a Csepel-szigeten fekszik, így nem tartozik sem a történelmi Budához, sem Pesthez.

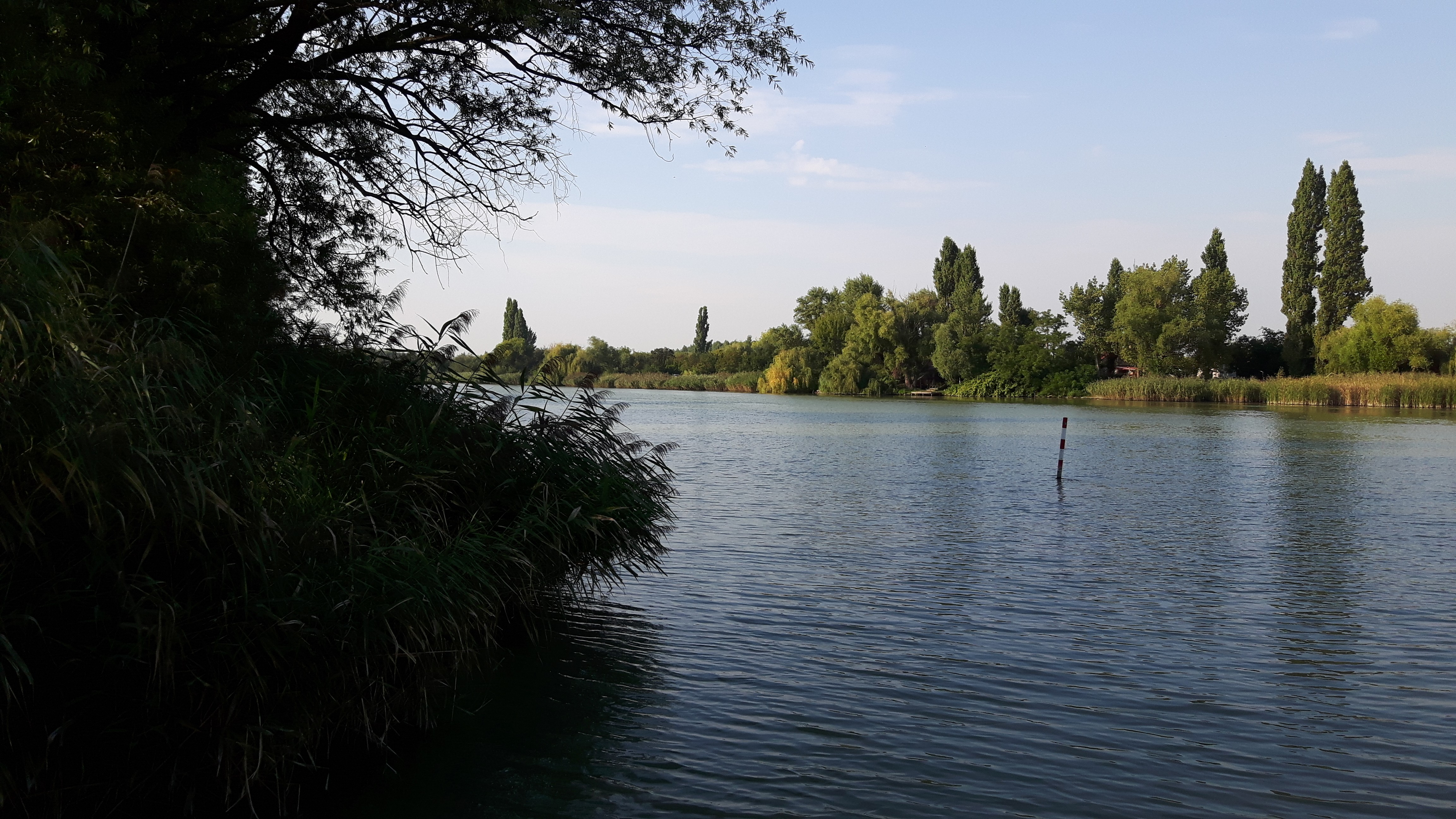
Kis-Dunai liget

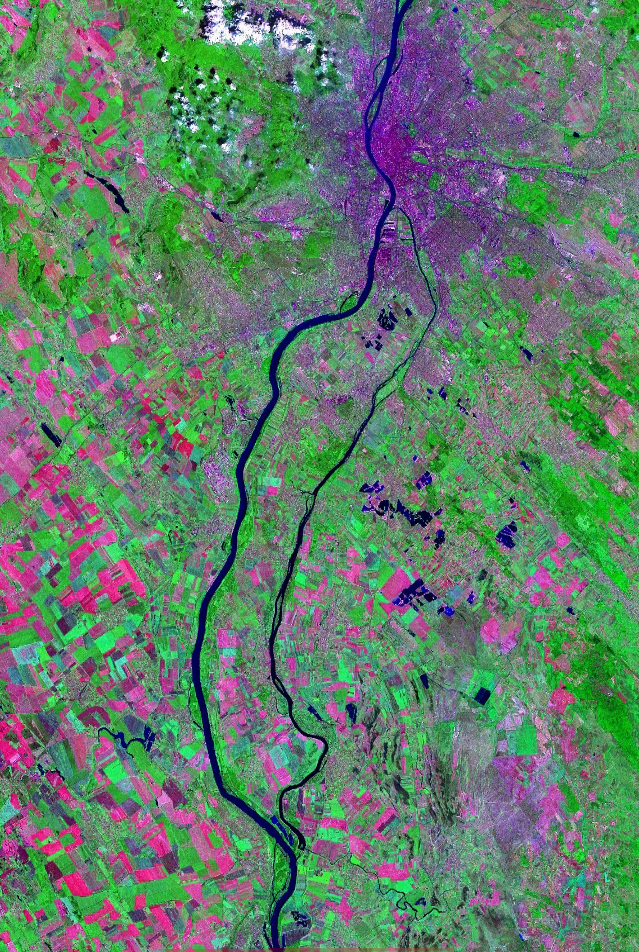
Csepel-sziget

A kerület a Csepel-sziget északi részén fekszik. Nyugatról a Duna folyam, azon túl a XXII. kerület és a XI. kerület, keletről pedig a Ráckevei-Duna alkotja a természetes határt, melyen túl a IX. kerület, a XX. kerület és a XXIII. kerület található. Délről a főváros közigazgatási határa, illetve Szigetszentmiklós központja és a Szigetszentmiklóshoz tartozó Lakihegy határolja. A kerület központja a Szent Imre tér, amely 9 km távolságra helyezkedik el a Belvárostól.

## Története
A Csepel-sziget földjének nagy része a jégkorszak után a Duna árterülete lett. A csepeli homok alkotó része ma is egyezik a dunai homokéval. Már a geológiai jelenkorban (holocén, kb. 10.000 évvel ezelőtt kezdődött) alakult ki a Csepel-sziget. Leszámítva a mai Csepel területének délkeleti részét, lényegében az egész sziget a Duna jelenkori árteréből alakult. (A folyam medrét mélyítette, és így kiemelkedett az ártéri terasz.)
Csepelt közvetlenül a honfoglalás után, még az államalapítás előtt megszállták a magyarok. Ezt ásatási leletek is igazolják, de írásos bizonyítékaink is vannak. Szinte közvetlenül a VIII-IX. század fordulóján bekövetkezett honfoglalás után Árpád vezér megszállt a Csepel-szigeten, ahogy ezt egy, a XII. század végén élt, ismeretlen nevű krónikaíró (akit ezért Anonymusnak, névtelennek nevezünk) megírta. Sőt, szerinte ez a sziget volt –legalábbis egy ideig – a magyar törzsszövetség élén álló fejedelem székhelye. Ma már persze ennek a történetnek az igazságát nem tudjuk igazolni, hiszen Anonymus maga is háromszáz évvel az események után élt. Annyit azonban elismerhetünk, hogy mivel a sziget a későbbi királyok – Árpád leszármazottainak – birtokában volt, időnként megszálltak itt.

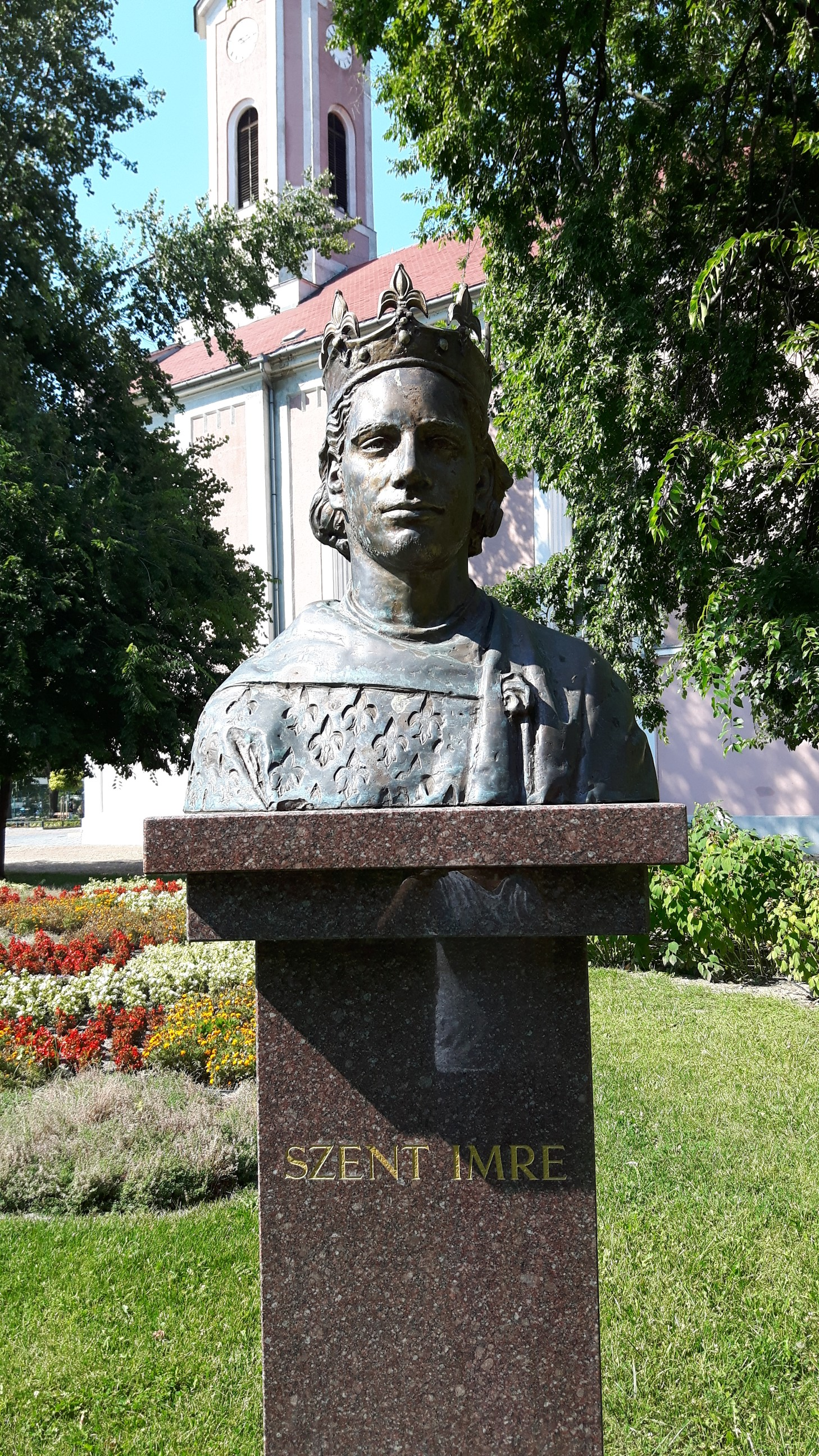
Szent Imre, Csepel főterének névadója

A kerület 1950. január 1. óta tartozik a fővároshoz. Korábban város, előtte az ország legnépesebb faluja volt. Már a honfoglalás korában ismert település. Az első okleveles emlék 1138. szeptember 3-án keletkezett, mely Csepelt jobbágyközségként említi. Az évszázadok során a történelmi viharok elől elmenekült a lakosság. A falu újra telepítésére 1712-ben került sor. Az 1838-as tavaszi jeges ár elpusztította Csepelt. Újjáépítéskor magasabb fekvésű területet – a mai Ady Endre, Kiss János altábornagy, Karácsony Sándor és Láng Kálmán utcával határolt részt – jelölték ki. Ekkortól már jelentősen befolyásolta a község életét a közeli, erőteljesen fejlődő Buda és Pest, majd az egyesült főváros.
Csepel életében, fejlődésében meghatározó történelmi esemény volt, hogy a Weiss testvérek 1892-től beindították töltényfelújító és töltényszétszerelő műhelyüket, amely alapja lett a későbbi gyáróriásnak, a Csepel Műveknek. További jelentős állomása a fejlődésnek, az 1912-ben megindult HÉV-közlekedés. Nemcsak Csepel, az ország is jelentősen gyarapodott az 1912-1927 között felépült Csepeli Nemzeti és Szabadkikötő átadásával. A kikötő a Duna-tengerhajózás központja lett. Az 1950-es fővároshoz csatolás következménye a jelentős népességbeáramlás, az óriási építkezések elindulása, a növekvő létszámú lakosságnak kenyeret adó ipartelepítés volt. A korábbi, nemzetiségi (sváb) lakosság létszámát sokszorosan felülmúlták a vidékről betelepülők. Kiemelten kezelt munkáskerületként 1948-1990 között erőteljes ütemben épültek az elmúlt évtizedek építészeti stílusát hűen tükröző lakótelepek és közintézmények.
Ma Csepel a főváros egyik leginkább prosperáló kerületei közé tartozik. Az elmúlt évtizedben a városrész gyökeresen átalakult, többmilliárdos beruházások valósultak meg, legyen szó csatornázásról, panelház-korszerűsítésről, az újjávarázsolt Kiserdőről, vagy éppen a Kis-Duna-part rendbetételéről. A kerület büszkeségei a megújult a Daru-domb, Királyerdő, a Kis-Duna-part, a Kalózhajós játszótér, valamint az a fővárosban is egyedülálló, mintegy 25 ezer négyzetméter kiterjedésű Rákóczi-kert – Családok Parkja, ami kicsiknek-nagyoknak kínál kikapcsolódási lehetőségeket a sporttól a szórakozáson át a közösségi programokig. A különböző parkfejlesztések – például a Brenner János park, valamint a Radnóti Miklós Művelődési Ház körül park felújítása, a játszótér felújítások, valamint a sportpályák építése – pedig jól illeszkednek abba a városstratégiai koncepcióba, amely mentén a kerület családbarát jellegének erősítését tűzték ki célul.
Csepelnek kiválóak a kapcsolatai testvérvárosaival, köztük például az erdélyi Nagyszalontával és Tusnádfürdővel. A kerületnek három testvérvárosa is van Lengyelországból, Kielce, Wolomin és Szczecin. A történelem során számos kapcsolódási pont volt a magyarok és a lengyelek közt, amelyek a modern korra baráti viszonnyá érlelték a két nemzet kapcsolatát. Ilyen például a Polonia hadisegély. Az 1919-ben indult lengyel-bolsevik háborúban a hazájuk függetlenségéért harcoló lengyelek több fegyver- és lőszerszállítmányt kaptak Magyarországtól. A magyar kormány – a lengyelek egyedüli támogatójaként – 1920 augusztusában a csepeli Weiss Manfréd Művekben legyártatott 80 vagonnyi hadianyagot juttatott el a frontra. Az utolsó pillanatban kiosztott muníció hozzájárult ahhoz, hogy 1920. augusztus 15-én Varsó mellett a lengyelek megfordították a bolsevikokkal folytatott háború menetét, és kivívták a győzelmet velük szemben. A varsói csatát „Visztulai csoda” néven is emlegetik.

## Népesség
A XXI. kerület lakónépessége 2022. október 1-jén 70 442 fő volt, ami Budapest össznépességének 4,2%-át tette ki. A 2011-es népszámlálás óta 4613 fővel csökkent a kerület lakosság száma. Ebben az évben az egy km²-re jutó lakók száma, átlagosan 2736 ember volt. A XXI. kerület népesség korösszetétele igen kedvezőtlen. 2022-ben a kerület lakónépességének a 12%-a 14 évnél fiatalabb, míg a 65 éven felülieké 22% volt. 2021-ben a férfiaknál 70,7, a nőknél 78 év volt a születéskor várható átlagos élettartam. A legmagasabb befejezett iskolai végzettség szerint az érettségi végzettséggel rendelkezők élnek a legtöbben a kerületben 25 176 fő, utánuk következő nagy csoport a diplomával rendelkezők 14 455 fővel. A fővárosi kerületek közül itt a legalacsonyabb az egy főre jutó bruttó havi átlagjövedelem. 2022-ben a 6 évnél idősebb népesség 86,3%-nál volt internet elérési lehetősége. A népszámlálás adatai alapján a kerület lakónépességének 9,5%-a, mintegy 6714 személy vallotta magát valamely kisebbséghez tartozónak. A kisebbségek közül német, cigány és román nemzetiségűnek vallották magukat a legtöbben.
A 19. század utolsó harmadától a XXI. kerület lakosságszáma egyenletesen növekedett, egészen 1930-ig. A 30-as években ugrásszerűen nőtt a népesség száma a kerületben. A második világháború következtében a kerület a lakosságának a 2,5%-át veszítette el. A háború után dinamikusan nőtt tovább a lakosság száma, egészen 1990-ig. A legtöbben 1990-ben éltek a kerületben 90 197 fő. A 90-es évektől, egészen napjainkig csökken a kerület népességszáma, ma már kevesebben laknak a XXI. kerületben, mint 1970-ben.
A 2022-es népszámlálási adatok szerint a magukat vallási közösséghez tartozónak valló XXI. kerületiek túlnyomó többsége római katolikusnak tartja magát. Emellett jelentős egyház a kerületben, még a református.

## Politika

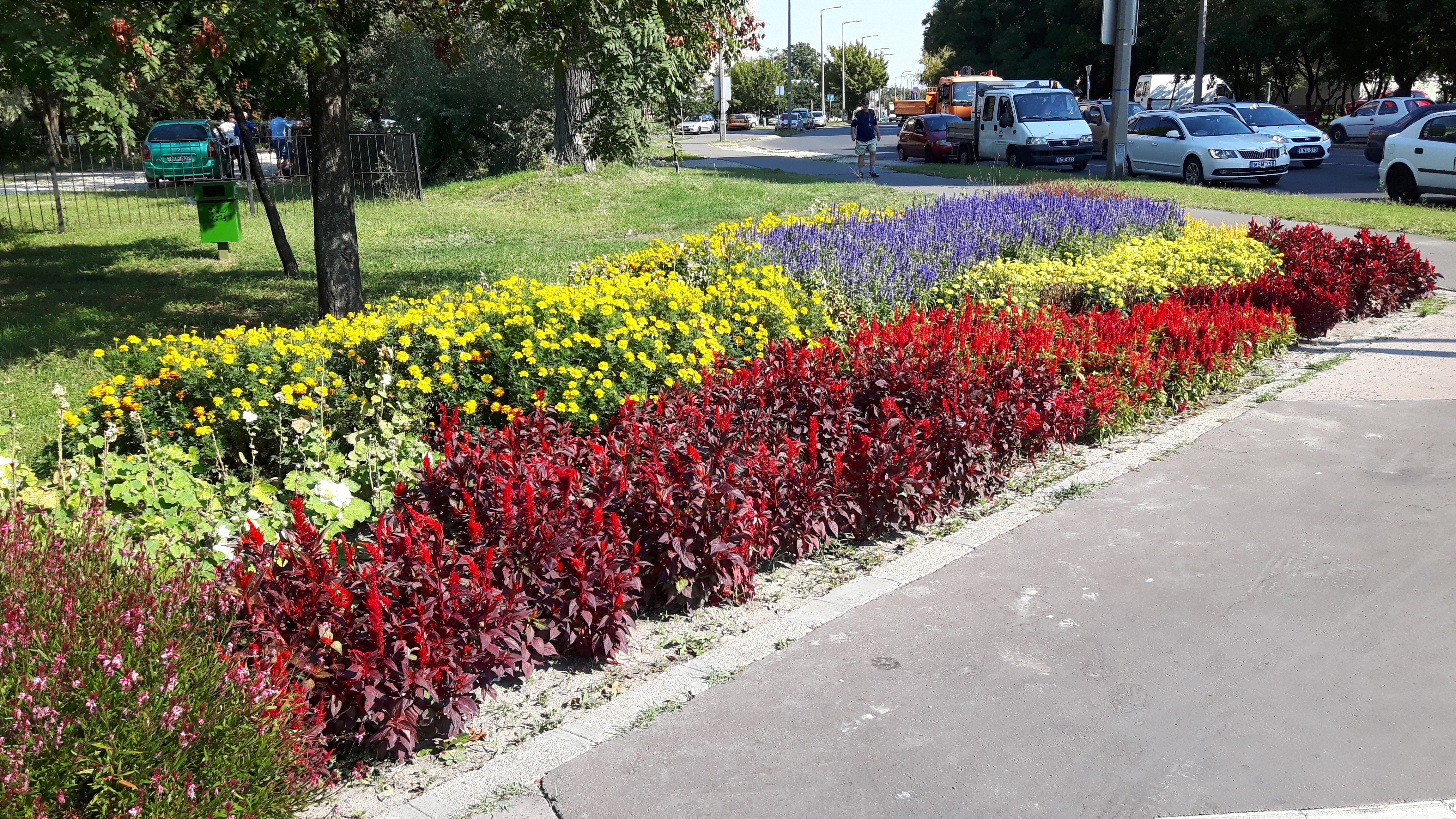
Parkosított Csepel-Belváros

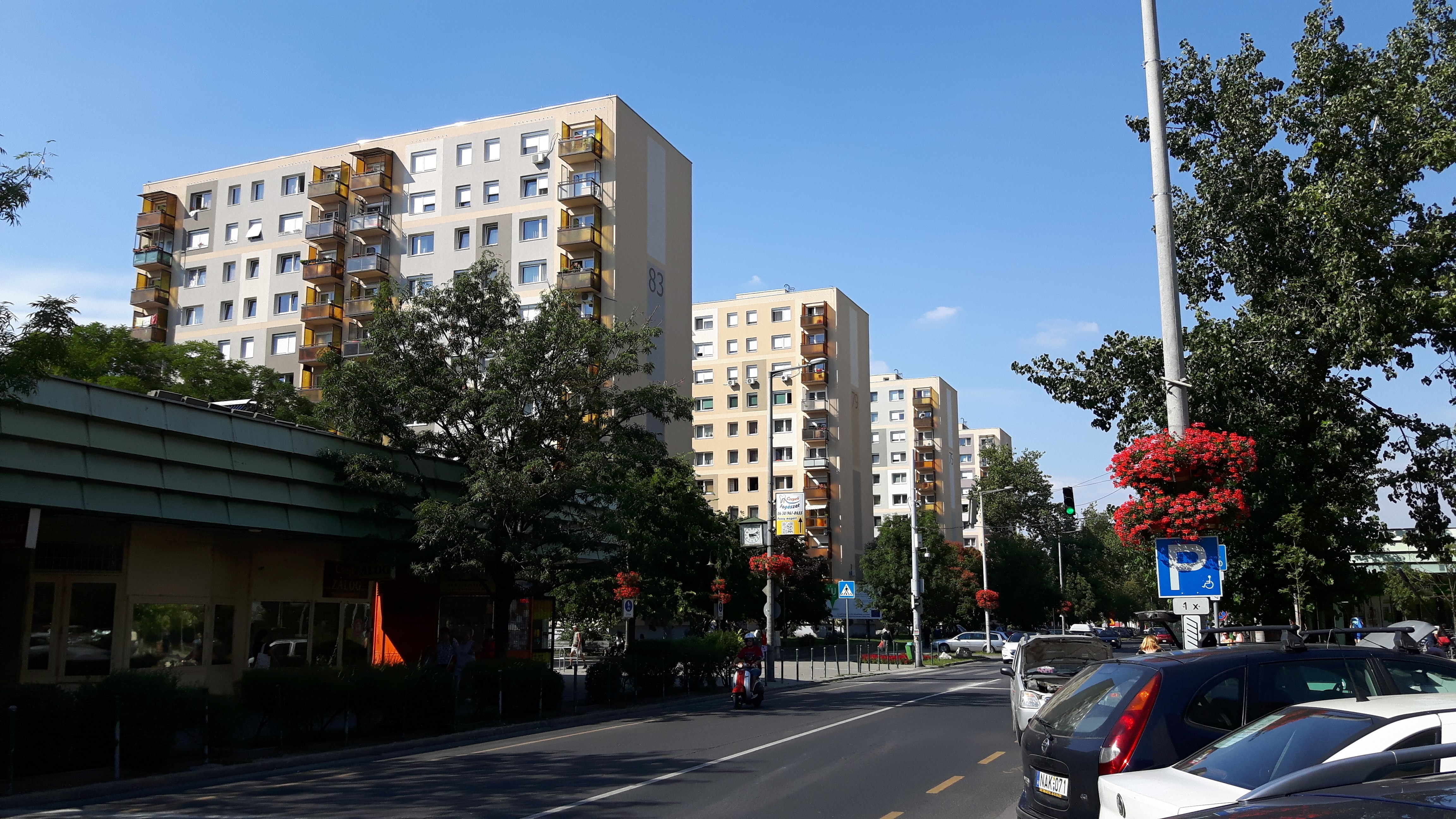
Felújított panelépületek Csepel-Belvárosban

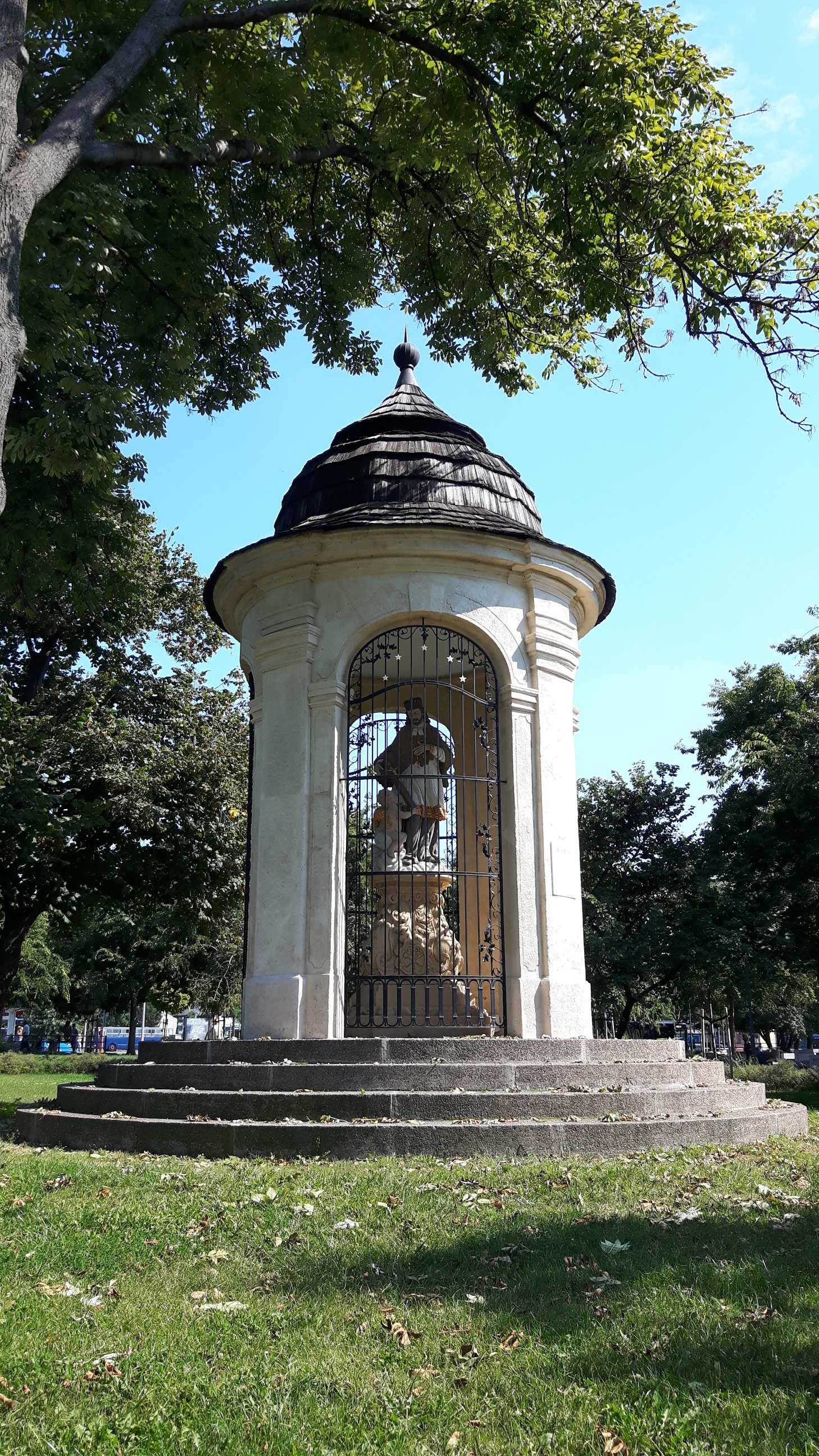
Az 1721-es Nepomuki Szent János-szobor a Szent Imre téren

### Polgármesterei
| Időszak   | Név            | Jelölő szervezet(ek)                                         | Megjegyzés |
| --------- | -------------- | ------------------------------------------------------------ | ---------- |
| 1990–1994 | Hajdu Béla     | SZDSZ                                                        |            |
| 1994–1998 | Tóth Mihály    | MSZP                                                         |            |
| 1998–2002 | Tóth Mihály    | MSZP                                                         |            |
| 2002–2006 | Tóth Mihály    | MSZP                                                         |            |
| 2006–2010 | Tóth Mihály    | MSZP                                                         |            |
| 2010–2014 | Németh Szilárd | Fidesz-KDNP                                                  |            |
| 2014–2019 | Borbély Lénárd | Fidesz-KDNP                                                  |            |
| 2019–2024 | Borbély Lénárd | Fidesz-KDNP                                                  |            |
| 2024–     | Borbély Lénárd | Közösen Csepelért Polgári Egyesület – Borbély Lénárd Csapata |            |

### A 2024-es önkormányzati választás eredménye
- A polgármester-választás eredménye[19]

| Jelölt neve             | Jelölő szervezet(ek) | Jelölő szervezet(ek)                     | Szavazatok száma | Szavazatok aránya |
| ----------------------- | -------------------- | ---------------------------------------- | ---------------- | ----------------- |
| Borbély Lénárd          |                      | Borbély Lénárd Csapata                   | 23 131           | 67,38%            |
| Dr. Dukán András Ferenc |                      | Momentum – DK – MSZP – Párbeszéd- ZÖLDEK | 6592             | 19,20%            |
| Dudás Zoltán            |                      | Fidesz – KDNP                            | 3516             | 10,24%            |
| Győrfi Krisztina        |                      | Független Kerekasztal                    | 678              | 1,98%             |
| Kerékgyártó Nóra        |                      | A Nép Pártján                            | 262              | 0,76%             |
| Kál Károly              |                      | Szolidaritás                             | 149              | 0,43%             |
| Összesen                |                      |                                          | 34 328           | 100%              |

- A képviselőtestület-választás eredménye[20]

| Párt | Párt                                     | Mandátumok | Képviselő-testület | Képviselő-testület | Képviselő-testület | Képviselő-testület | Képviselő-testület | Képviselő-testület | Képviselő-testület | Képviselő-testület | Képviselő-testület | Képviselő-testület | Képviselő-testület | Képviselő-testület | Képviselő-testület |
| ---- | ---------------------------------------- | ---------- | ------------------ | ------------------ | ------------------ | ------------------ | ------------------ | ------------------ | ------------------ | ------------------ | ------------------ | ------------------ | ------------------ | ------------------ | ------------------ |
|      | Borbély Lénárd Csapata                   | 13         | P                  |                    |                    |                    |                    |                    |                    |                    |                    |                    |                    |                    |                    |
|      | Momentum – DK – MSZP – Párbeszéd- ZÖLDEK | 2          |                    |                    |                    |                    |                    |                    |                    |                    |                    |                    |                    |                    |                    |
|      | Fidesz – KDNP                            | 2          |                    |                    |                    |                    |                    |                    |                    |                    |                    |                    |                    |                    |                    |
|      | MKKP                                     | 1          |                    |                    |                    |                    |                    |                    |                    |                    |                    |                    |                    |                    |                    |

### Országgyűlési képviselői
1990 és 2010 között Budapest XXI. kerületét a Budapest 30. és 31. számú országgyűlési választókerülete fedte le.
Budapest 30. számú országgyűlési egyéni választókerület (Területe: XXI. kerület 30-39., 41-57., 62-65. sz. szavazókörök):
- Gyurkó János 1990–1994 (MDF)
- Paszternák László 1994–1998 (MSZP)
- Podolák György 1998–2010 (MSZP)
- Borbély Lénárd 2010–2014 (Fidesz)

Budapest 31. számú országgyűlési egyéni választókerület (Területe: XXI. kerület 1-29., 58-61. sz. szavazókörök):
- Lotz Károly 1990–1994 (SZDSZ)
- Avarkeszi Dezső 1994–2010 (MSZP)
- Németh Szilárd 2010–2014 (Fidesz)

2014-től Budapest XXI. és XXIII. kerülete a Budapest 17. számú országgyűlési egyéni választókerületének része.
Budapest 17. számú országgyűlési egyéni választókerület (Területe: XXI., XXIII. kerület):
- Szabó Szabolcs 2014–2018 (MSZP-Együtt-DK-PM-MLP)
- Szabó Szabolcs 2018–2022 (Együtt)
- Szabó Szabolcs 2022– (DK-Jobbik-Momentum-MSZP-LMP-Párbeszéd)

## Közbiztonság
Budapest XXI. kerülete az évről évre kiadott bűnözési statisztikák szerint a főváros legbiztonságosabb kerületei közé tartozik.

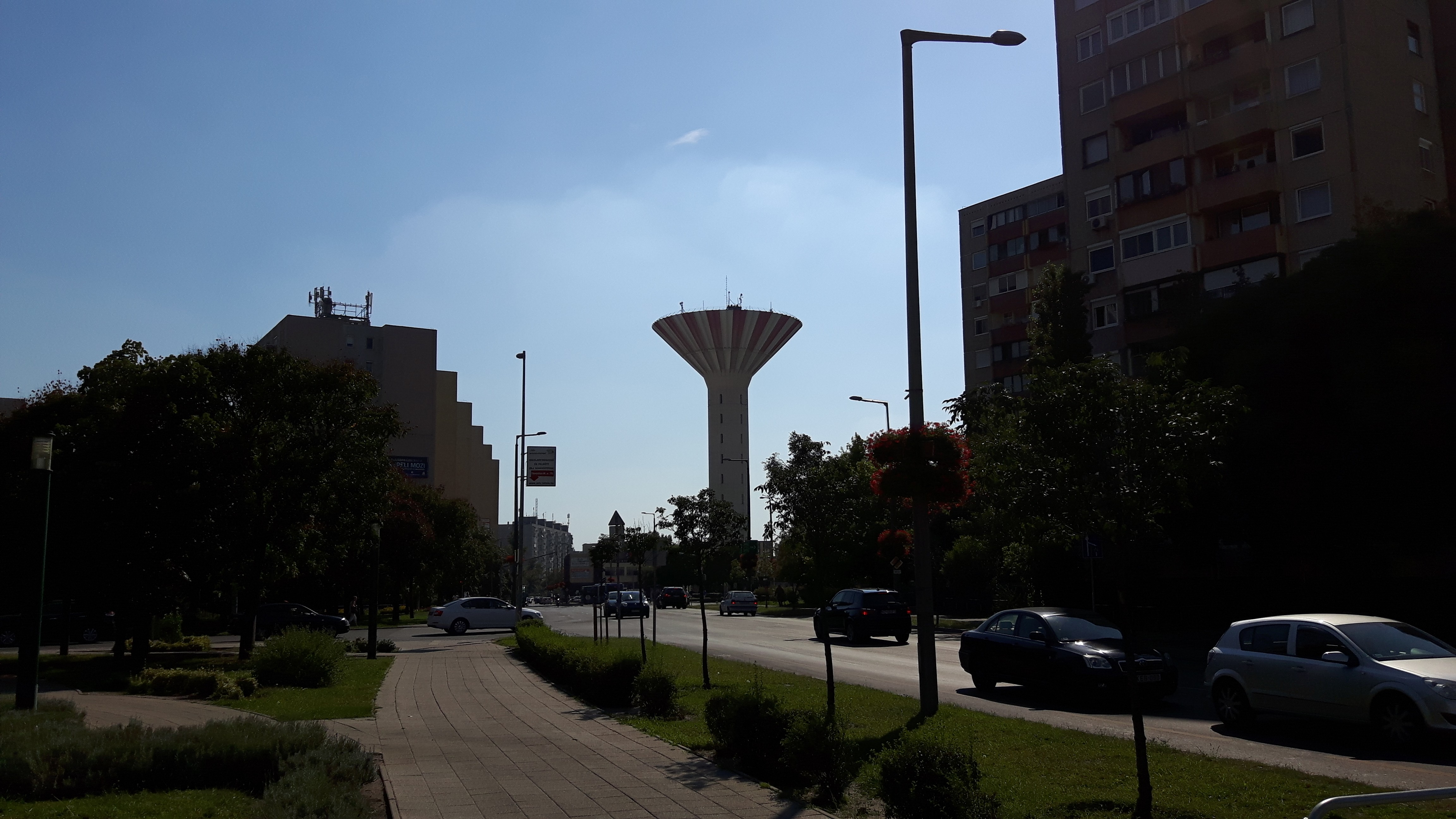
A Csepeli Víztorony Magyarország legmagasabb víztornya

| Budapest kerületei       | Bűncselekmények száma |
| ------------------------ | --------------------- |
| Budapest V. kerülete     | 1961                  |
| Budapest VI. kerülete    | 1361                  |
| Budapest VIII. kerülete  | 1049                  |
| Budapest IX. kerülete    | 678                   |
| Budapest I. kerülete     | 601                   |
| Budapest XIII. kerülete  | 564                   |
| Budapest VII. kerülete   | 559                   |
| Budapest X. kerülete     | 454                   |
| Budapest XIV. kerülete   | 402                   |
| Budapest XVIII. kerülete | 396                   |
| Budapest II. kerülete    | 391                   |
| Budapest XXIII. kerülete | 371                   |
| Budapest XI. kerülete    | 364                   |
| Budapest III. kerülete   | 340                   |
| Budapest XIX. kerülete   | 316                   |
| Budapest XXII. kerülete  | 269                   |
| Budapest XX. kerülete    | 265                   |
| Budapest XII. kerülete   | 256                   |
| Budapest XV. kerülete    | 236                   |
| Budapest XXI. kerülete   | 235                   |
| Budapest IV. kerülete    | 215                   |
| Budapest XVII. kerülete  | 178                   |
| Budapest XVI. kerülete   | 172                   |

| Budapest kerületei       | Százalék |
| ------------------------ | -------- |
| Budapest XIV. kerülete   | 63       |
| Budapest XIX. kerülete   | 47       |
| Budapest XXII. kerülete  | 46       |
| Budapest IV. kerülete    | 45       |
| Budapest XXI. kerülete   | 45       |
| Budapest XVI. kerülete   | 42       |
| Budapest III. kerülete   | 41       |
| Budapest XI. kerülete    | 41       |
| Budapest IX. kerülete    | 38       |
| Budapest XVIII. kerülete | 38       |
| Budapest VI. kerülete    | 37       |
| Budapest VII. kerülete   | 37       |
| Budapest XV. kerülete    | 36       |
| Budapest XX. kerülete    | 36       |
| Budapest XXIII. kerülete | 36       |
| Budapest I. kerülete     | 35       |
| Budapest VIII. kerülete  | 35       |
| Budapest V. kerülete     | 31       |
| Budapest II. kerülete    | 17       |
| Budapest X. kerülete     | ?        |
| Budapest XII. kerülete   | ?        |
| Budapest XIII. kerülete  | ?        |
| Budapest XVII. kerülete  | ?        |

## Címere
A kerület korábbi, 2012. január 1-ig használt jelképe az 1742-ből származó csepeli pecsétcímer, ami – számtalan magyar faluhoz hasonlóan – a mezőgazdasági munka egykori eszközeit és fő terményét ábrázolja. A címer a falu lakóinak korabeli foglalkozásait örökíti meg: a folyóként hullámzó zöld mező fölé emelkedő kalászos növények és ekevasak a vízi életre és a földművelésre utalnak.

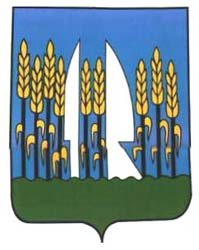
Csepel korábbi címere (1742-2012)

Az új, 2012. január 1-től kizárólagosan használt címer zöld mezőn, kék ég előtt ágaskodó fehér paripát ábrázol, utalva a település és a sziget névadójára, Csepelre, Árpád vezér főlovászára. A magyarság szent állata, a fehér ló egyben a fejedelmi házat is megjeleníti. Ugyancsak az Árpád-házra utal a címer feletti lovagi sisakon álló korona, amely III. Béla királyi fejékét idézi. Csepel a középkorban királyi vadaskert volt, számos nagy vadászat színhelye, melyek közül az egyik leghíresebb III. Béla király és Barbarossa (Rőtszakállú) Frigyes császár közös vadászata volt. A sisaktakaró fátyolszalagok kék-arany és vörös-ezüst színe a város hagyományos színeit jeleníti meg.
A címerrel együtt a kerület zászlaja is megújult.

## Közlekedés

### Közúti
Személygépkocsival Budapest belvárosával a Kvassay híd, Dél-Pesttel a Gubacsi híd, a D14-es komp (majd annak folytatásaként a Molnár-szigeti Meder utca hídja) és az M0-s autóút, Dél-Budával szintén az M0-s biztosít kapcsolatot. A Csepel-sziget délebbi részein fekvő településekkel elsősorban a sziget régi gerincútjának tekinthető 5101-es út, másodsorban kisebb forgalmú, illetve az előbbi tehermentesítését szolgáló egyéb utak (5102-es és 5103-as számú új gerincút, valamint a Szigetszentmiklósba érkező 51 101-es út) kapcsolják össze. A csepeli gerincút első szakaszát, a keskeny Kossuth Lajos utcát tehermentesítő Teller Ede utat 2012-ben adták át. 2014-ben Csepel ki- és bevezető útjain a Pannon Pajzs rendszer részeként rendszámfelismerő kamerákat szereltek fel a körözött, illetve forgalomból kivont járművek kiszűrésére.

### Közösségi közlekedés

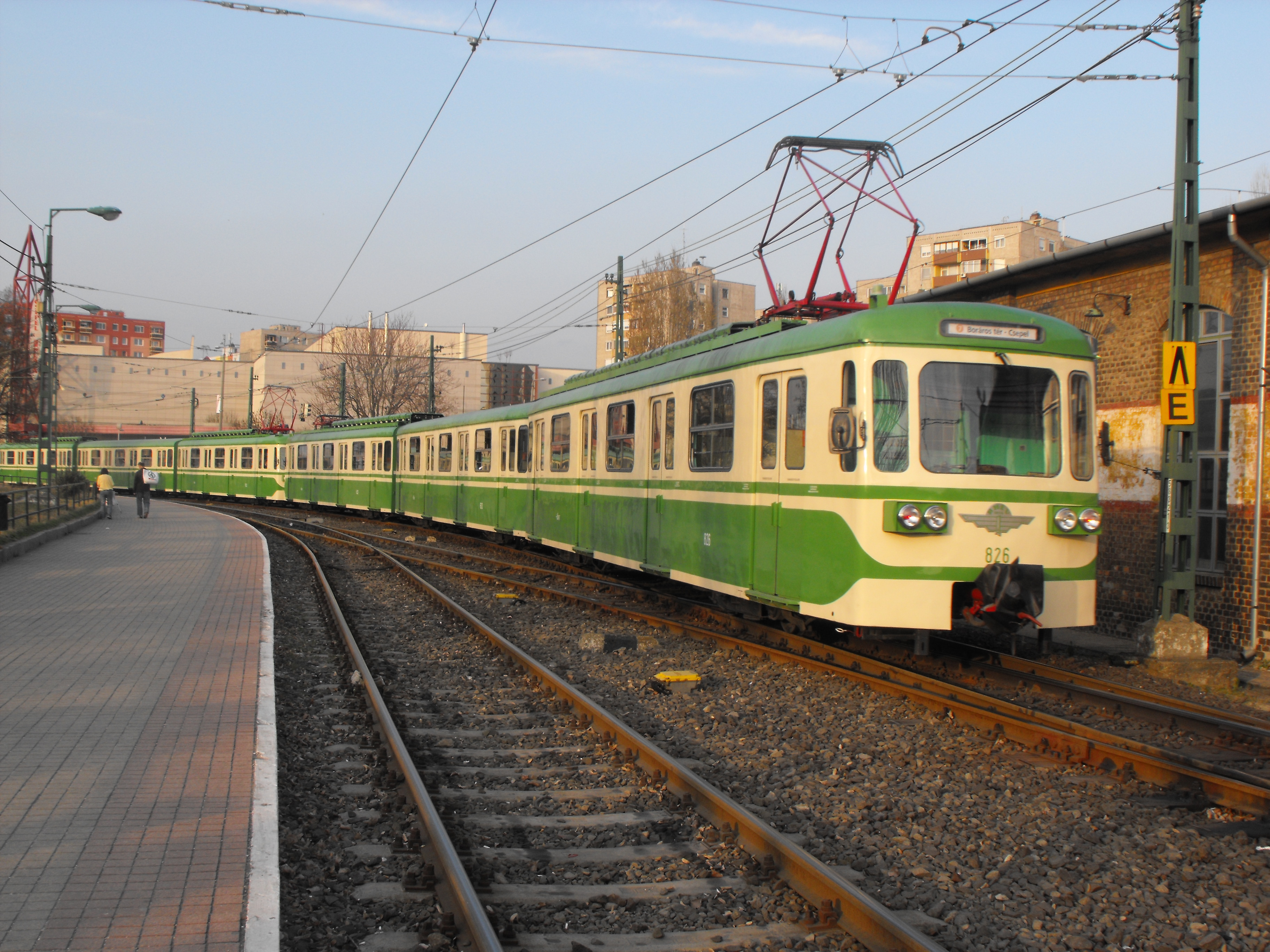
H7-es (csepeli) HÉV

A kerület tömegközlekedési hálózatának gerincét a H7-es (csepeli) HÉV – más néven a csepeli gyorsvasút – alkotja, amely nagy kapacitású, gyors kapcsolatot biztosít a Budapest belvárosa és Csepel központja között (14 perc a teljes menetidő). 
Dél-Budával a 138-as, Dél-Pesttel a 35-ös, 36-os, 148-as és 151-es busz és a D14-es komp szolgáltat összeköttetést.
A Csepel-Királyerdő és Soroksár, Molnár-sziget között a Ráckevei-Dunán ingázó kompjárat érdekessége, hogy ott üzemel a főváros egyetlen (drótkötél-vontatású) kompja.
| Jelzés | Útvonal                   |
| ------ | ------------------------- |
| H7     | Boráros tér H <> Csepel H |

| Jelzés | Útvonal                                      |
| ------ | -------------------------------------------- |
| D14    | Soroksár, Molnár-sziget <> Csepel-Királyerdő |

| Jelzés | Útvonal |
| ------ | --- |
| 35     | Csepel, Csillagtelep <> Szentlőrinci úti lakótelep |
| 36     | Csepel, Csillagtelep <> Pestszentlőrinc vasútállomás |
| 38     | Csepel, Szent Imre tér > Szigetszentmiklós, városháza > József Attila utca > Csepel, Szent Imre tér H                                                                                               |
| 38A    | Csepel, Szent Imre tér <> Lakihegy, Cseresznyés utca |
| 71     | Csepel, Szent Imre tér <> Csepel, Horgásztanya |
| 138    | Csepel, Szent Imre tér <> Budatétény vasútállomás (Campona) |
| 148    | Csepel, Soroksári rév <> Kőbánya-Kispest M |
| 151    | Csepel, Határ utca <> Kőbánya alsó vasútállomás |
| 152    | Csepel, Szent Imre tér <> Csepel, Királyerdő |
| 159    | Csepel, Szent Imre tér <> Szent László utcai lakótelep |
| 179    | Csepel, Szent Imre tér <> Közvágóhíd H |
| 238    | Csepel, Szent Imre tér > József Attila utca > Szigetszentmiklós, városháza > Csepel, Szent Imre tér H                                                                                               |
| 278    | Csepel, Szent Imre tér <> Leshegy Ipari Park <> Szigetszentmiklós, Szabadság utca |
| 279    | Lakihegy, Cseresznyés utca > Leshegy Ipari Park > Szigetszentmiklós, városháza > József Attila utca > Leshegy Ipari Park > Lakihegy, Cseresznyés utca                                               |
| 280    | Auchan Sziget áruház > Lakihegy, Cseresznyés utca > Leshegy Ipari Park > József Attila utca > Szigetszentmiklós, városháza > Leshegy Ipari Park > Auchan Sziget áruház / Lakihegy, Cseresznyés utca |
| 673    | Budapest Csepel, Vermes Miklós utca <> Szigetszentmiklós <> Szigethalom <> Tököl |
| 674    | Budapest Csepel, Vermes Miklós utca <> Szigetszentmiklós <> Szigethalom |
| 675    | Budapest Csepel, Vermes Miklós utca <> Szigethalom <> Ráckeve <> Makád |
| 676    | Budapest Csepel, Vermes Miklós utca <> Szigethalom <> Szigetújfalu <> Ráckeve |
| 688    | Budapest Csepel, Szent Imre tér <> Halásztelek (gyorsjárat) |
| 690    | Budapest Csepel, Szent Imre tér <> Halásztelek <> Szigethalom |

| Jelzés | Útvonal |
| ------ | --- |
| 938    | Csepel, Szent Imre tér <> Lakihegy, Cseresznyés utca <> Szigetszentmiklós                                                          |
| 948    | Dél-pesti autóbuszgarázs <> Nagykőrösi út <> Pesterzsébet, Baross utca <> Csepel, Szent Imre tér <> Csepel, Hollandi út            |
| 979    | Újpalota, Nyírpalota út <> Thököly út <> Dózsa György út <> Hősök tere M <> Deák Ferenc tér M <> Astoria M <> Csepel, Csillagtelep |
| 979A   | Deák Ferenc tér M <> Astoria M <> Csepel, Csillagtelep                                                                             |

## Gazdaság

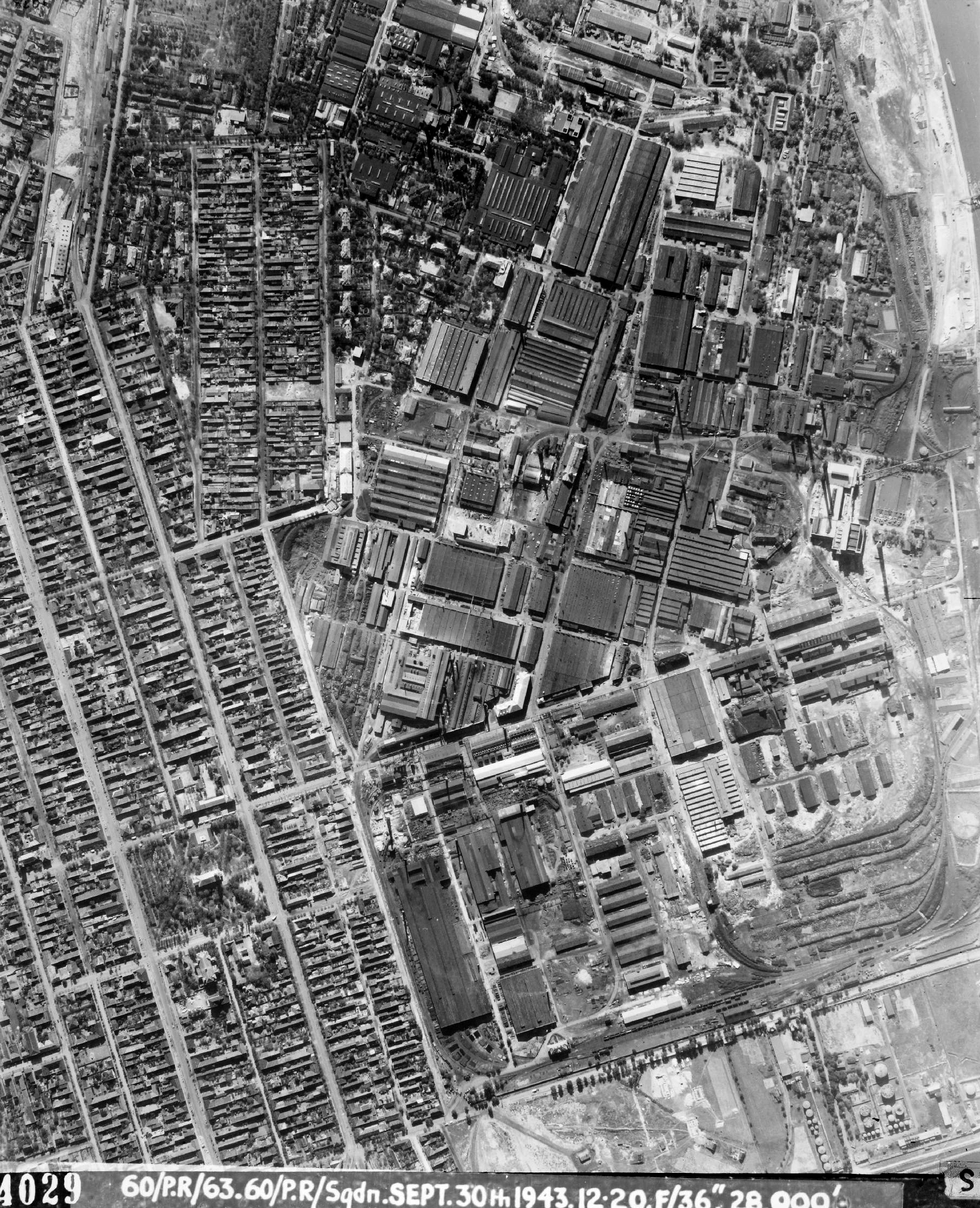
Csepel központja és a Weiss Manfréd Acél- és Fémművek (1943)

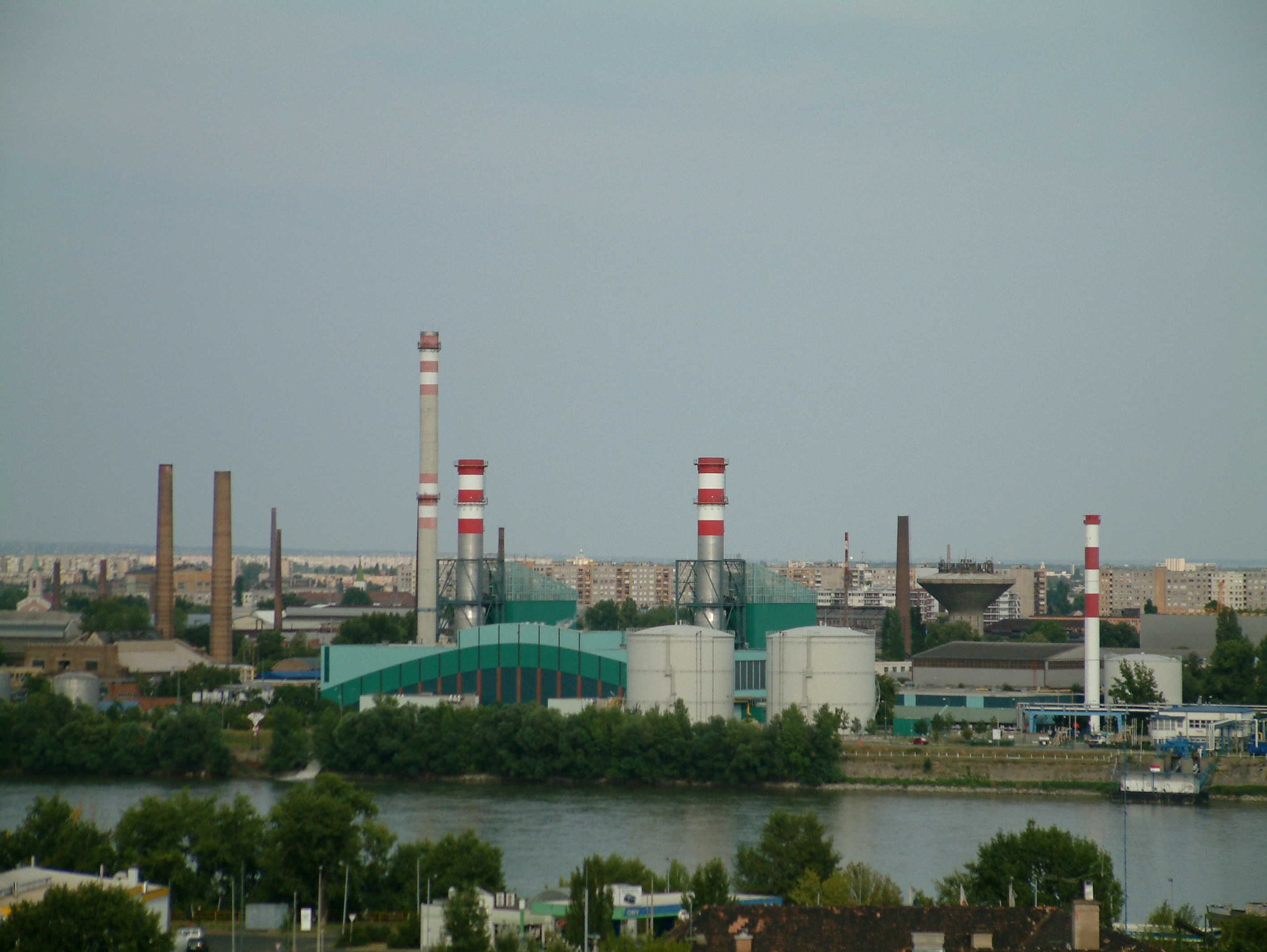
A Csepel Művek és a Csepeli Erőmű Budafokról nézve

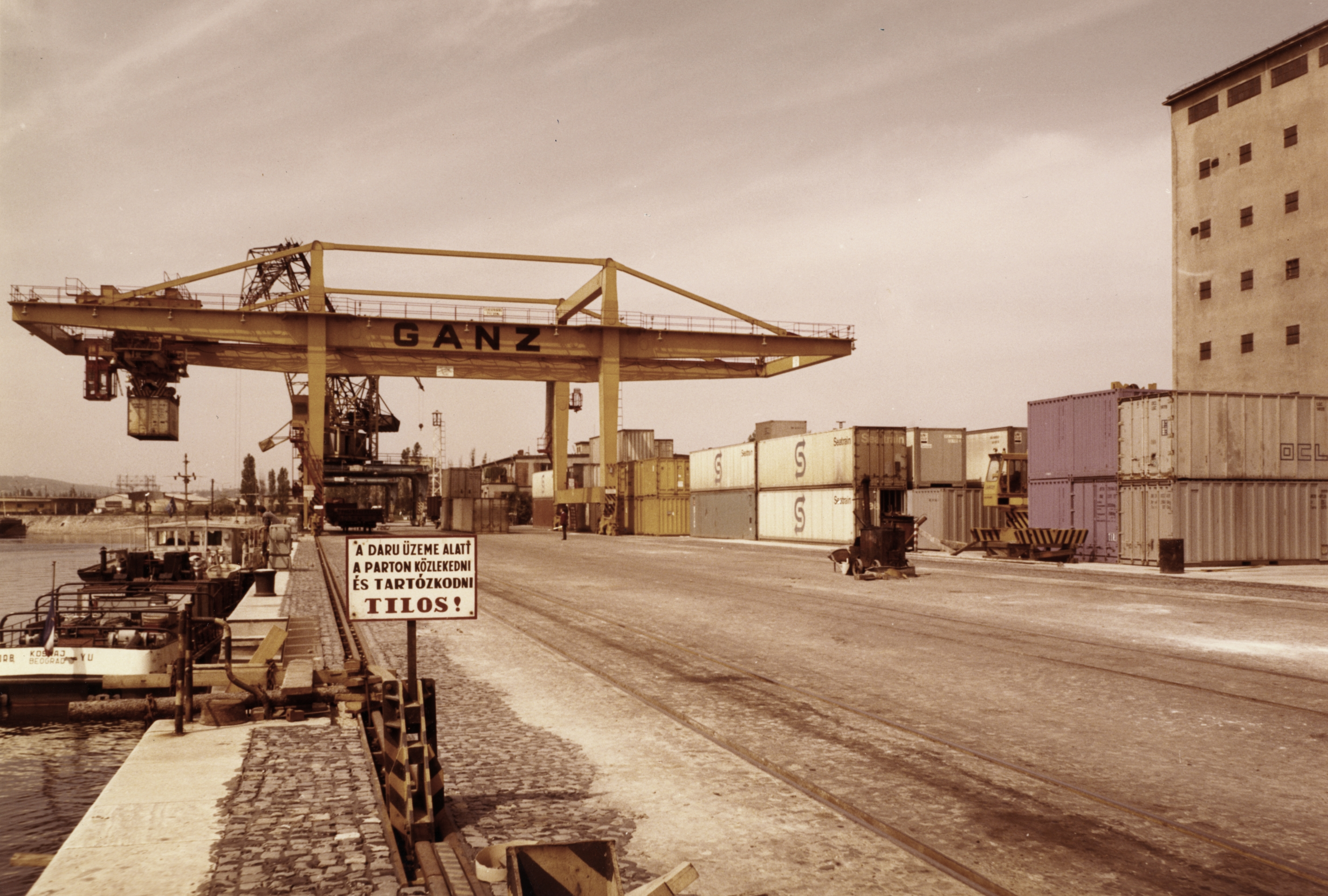
Csepeli Szabadkikötő (1979)

A 20. század első felében a terület gazdaságát a Weiss Manfréd nevével fémjelzett Vas- és Fémmű határozta meg, melynek termékskálája az egyik legszélesebb volt az kelet-európai régióban. A második világháborút követően a gyár állami kézben, Csepel Művek néven működött tovább. Az 1950-es évek derekán még Tibetbe is eljutottak a gyár termékei. 1965-ben több mint 37 ezer embernek adott munkát. Az 1980-as évek végén a kereslet hiánya és a drága fenntartás miatt a termelés hanyatlott, illetve átalakult. A rendszerváltás idején lezajlott gazdasági átalakulás óta főleg csepeli és környéki zenekarok próbatermeiként van használatban és rengeteg apró cég bérli a gigantikus méretű romos üzemcsarnokokat, irodákat és telephelyeket.
Az 1921. július 31-én hatályba lépett Trianoni békeszerződés következményeként tengerpart nélkül maradt Magyar Királyság 1928-ban adta át a Csepeli Nemzeti és Szabadkikötőt, a belvízi közlekedés fejlesztéseként, a Fekete-tenger vízi úton való elérése érdekében. A Csepeli Szabadkikötő jelenleg is Magyarország legjelentősebb vízi teherszállítási központja. Több olyan cég is működik sikeresen a mai napig a kerületben, amely a privatizációk időszakát követően is a magyar gazdasági élet jelentős szereplője maradt, valamint újabbak költöztek és folyamatosan érkeznek a környékre.
A Kádár-korszak idején az alábbi üzemek adták a kerület ipari tevékenységének javát:
- Csepel Művek
- Csepeli Papírgyár
- Magyar Posztógyár
- Csepeli Szőrmegyár
- Merkur Személygépkocsi-értékesítő Vállalat
- MAHART
- Duna MGTSZ
- Csepeli Kenyérgyár
- Növényolajgyár
- Zrínyi Nyomda

A tíz legnagyobb cég Csepelen 2011-ben:
- INTER-METAL Recycling Kft.
- PSV MÉDIA Kft.
- ARCELORMITTAL Distribution Hungary Kft.
- FÉMALK Zrt.
- METALEX 2001 Kft.
- METRANS Csoport
- Zrínyi Nyomda Zrt.
- DDSG MAHART Kft.
- DUNAPACK Kft.
- BKSZT Kft.
- FERALPI-HUNGÁRIA Kft.

## Oktatás

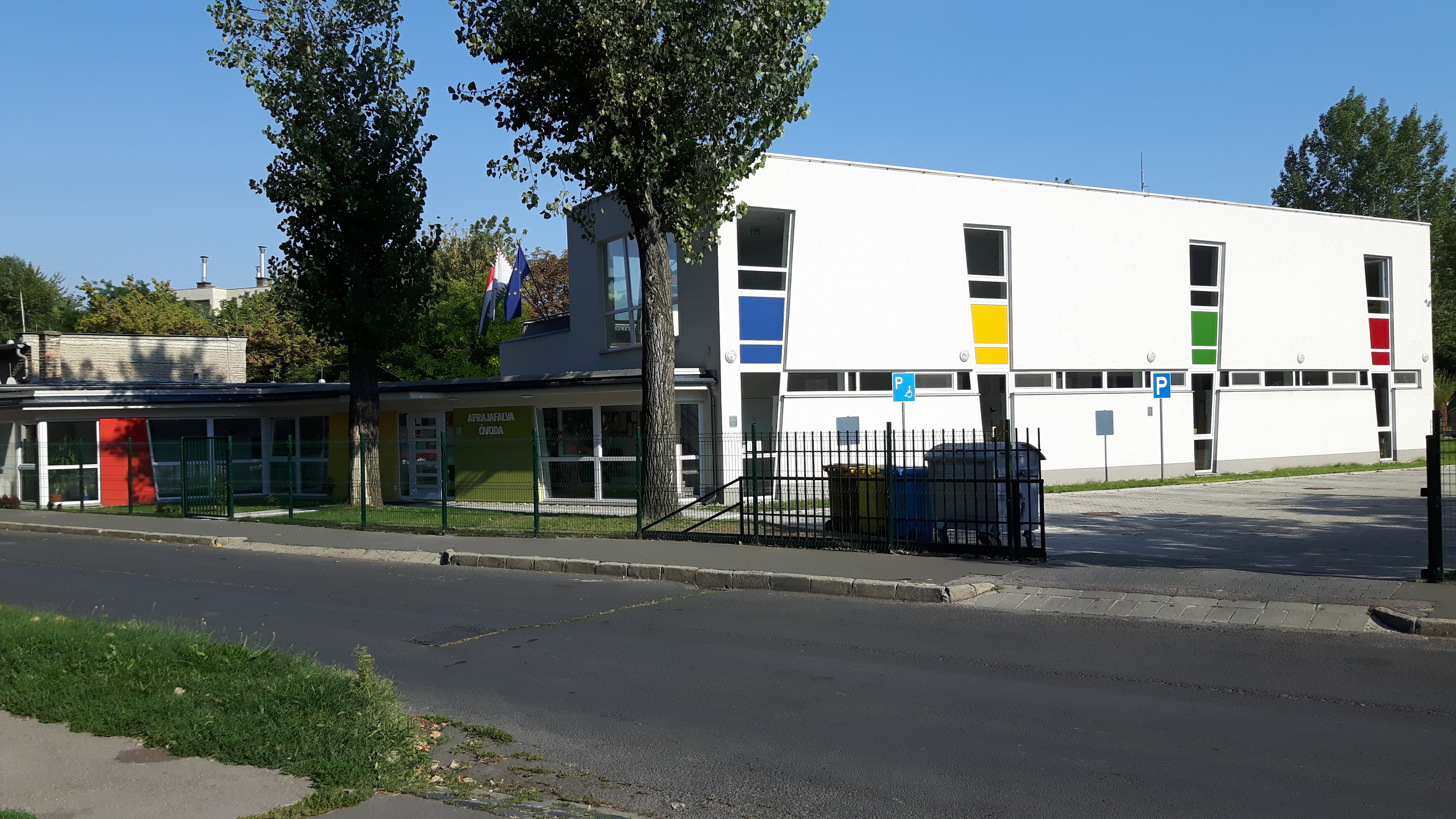
Az Aprajafalva Óvoda új épületszárnya

| OM azonosító | Név | Cím                                               |
| ------------ | --- | ------------------------------------------------- |
| 034753       | Budapest XXI. Kerület Csepel Önkormányzata Csepeli Csodakút Egyesített Óvoda                                                                                             | 1211 Budapest, II. Rákóczi Ferenc út 110.         |

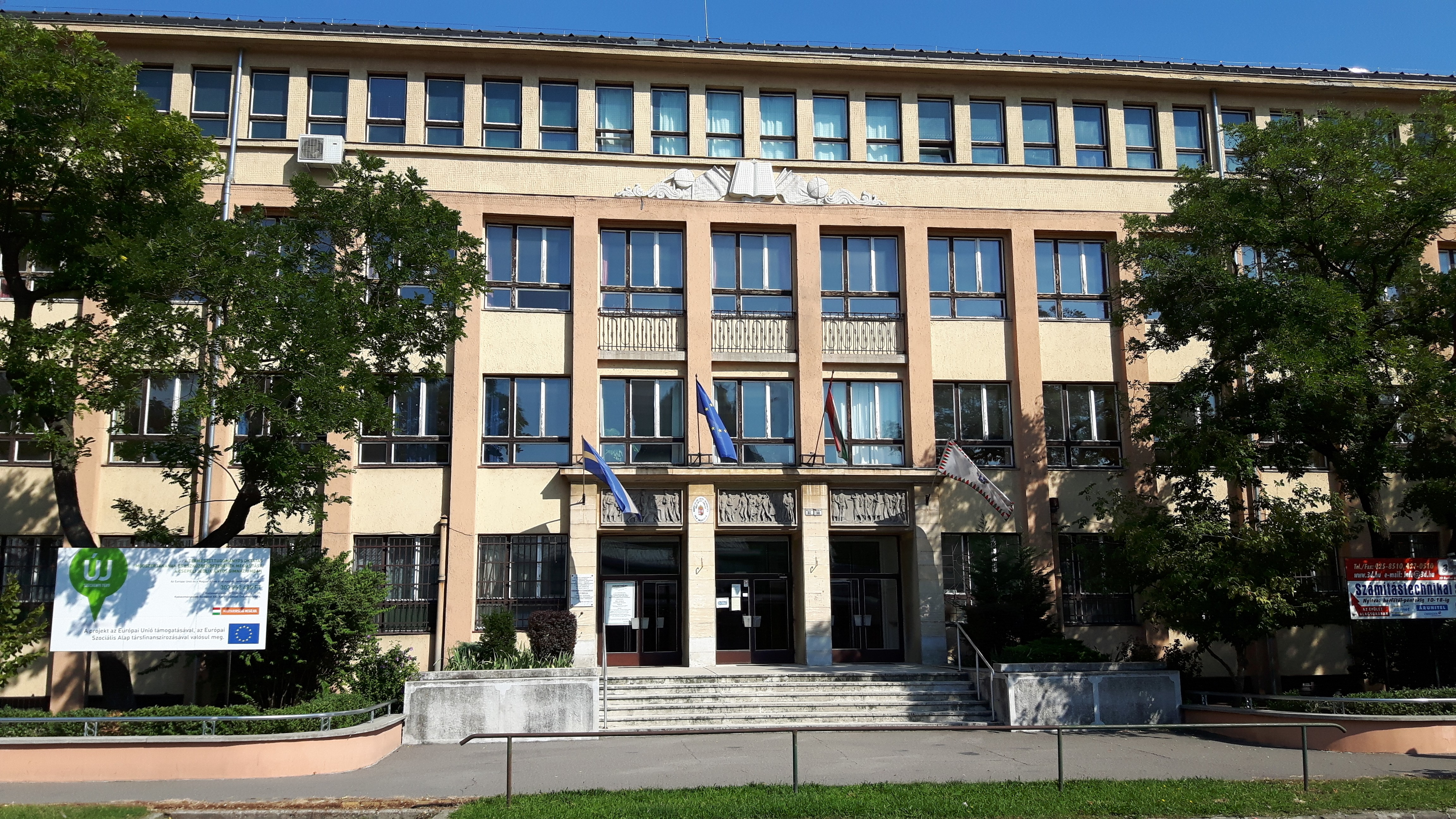
Jedlik Ányos Gimnázium

| 034753       | Budapest XXI. Kerület Csepel Önkormányzata Csepeli Csodakút Egyesített Óvoda Aprajafalva Tagóvodája                                                                      | 1214 Budapest, Béke tér 13.                       |
| 034753       | Budapest XXI. Kerület Csepel Önkormányzata Csepeli Csodakút Egyesített Óvoda Bóbita Tagóvodája                                                                           | 1211 Budapest, Kiss János Altábornagy utca 22-26. |
| 034753       | Budapest XXI. Kerület Csepel Önkormányzata Csepeli Csodakút Egyesített Óvoda Csalitos Tagóvodája                                                                         | 1213 Budapest, Csalitos út 22-26.                 |
| 034753       | Budapest XXI. Kerület Csepel Önkormányzata Csepeli Csodakút Egyesített Óvoda Erdősor Tagóvodája                                                                          | 1214 Budapest, Erdősor utca 110-112.              |
| 034753       | Budapest XXI. Kerület Csepel Önkormányzata Csepeli Csodakút Egyesített Óvoda Fenyves Tagóvodája                                                                          | 1213 Budapest, Fenyves út 28.                     |
| 034753       | Budapest XXI. Kerület Csepel Önkormányzata Csepeli Csodakút Egyesített Óvoda Festő Tagóvodája                                                                            | 1214 Budapest, Festő utca 33.                     |
| 034753       | Budapest XXI. Kerület Csepel Önkormányzata Csepeli Csodakút Egyesített Óvoda Füstifecskék Tagóvodája                                                                     | 1214 Budapest, Iskola tér 46.                     |
| 034753       | Budapest XXI. Kerület Csepel Önkormányzata Csepeli Csodakút Egyesített Óvoda Gyermeksziget Tagóvodája                                                                    | 1214 Budapest, Kossuth Lajos utca 140.            |
| 034753       | Budapest XXI. Kerület Csepel Önkormányzata Csepeli Csodakút Egyesített Óvoda Hétszínvirág Tagóvodája                                                                     | 1211 Budapest, Kiss János Altábornagy utca 10-12. |
| 034753       | Budapest XXI. Kerület Csepel Önkormányzata Csepeli Csodakút Egyesített Óvoda Jupiter Tagóvodája                                                                          | 1214 Budapest, Jupiter utca 24/a                  |
| 034753       | Budapest XXI. Kerület Csepel Önkormányzata Csepeli Csodakút Egyesített Óvoda Kádár Katalin Tagóvodája                                                                    | 1212 Budapest, Széchenyi István utca 92/a         |
| 034753       | Budapest XXI. Kerület Csepel Önkormányzata Csepeli Csodakút Egyesített Óvoda Kerek Világ Tagóvoda Telephelye                                                             | 1211 Budapest, Posztógyár utca 4.                 |
| 034753       | Budapest XXI. Kerület Csepel Önkormányzata Csepeli Csodakút Egyesített Óvoda Kerek Világ Tagóvodája                                                                      | 1211 Budapest, Posztógyár utca 3.                 |
| 034753       | Budapest XXI. Kerület Csepel Önkormányzata Csepeli Csodakút Egyesített Óvoda Mesevár Tagóvodája                                                                          | 1214 Budapest, Simon Bolivár sétány 4-8           |
| 034753       | Budapest XXI. Kerület Csepel Önkormányzata Csepeli Csodakút Egyesített Óvoda Napsugár Tagóvodája                                                                         | 1215 Budapest, Vágóhíd utca 55-57.                |
| 034753       | Budapest XXI. Kerület Csepel Önkormányzata Csepeli Csodakút Egyesített Óvoda Népművészeti-Kézműves és Német Nemzetiségi Tagóvodája Deutscher-Nationalitaten Kindergarten | 1215 Budapest, Árpád utca 2.                      |
| 034753       | Budapest XXI. Kerület Csepel Önkormányzata Csepeli Csodakút Egyesített Óvoda Repkény Tagóvodája                                                                          | 1213 Budapest, Repkény út 86.                     |
| 034753       | Budapest XXI. Kerület Csepel Önkormányzata Csepeli Csodakút Egyesített Óvoda Szarka Tagóvodája                                                                           | 1213 Budapest, Szarka utca 8-10.                  |
| 034753       | Budapest XXI. Kerület Csepel Önkormányzata Csepeli Csodakút Egyesített Óvoda Szivárvány Tagóvodája                                                                       | 1212 Budapest, Rákóczi tér 31.                    |
| 034753       | Budapest XXI. Kerület Csepel Önkormányzata Csepeli Csodakút Egyesített Óvoda Szúnyog Tagóvodája                                                                          | 1213 Budapest, Szúnyog utca 2-6.                  |
| 034753       | Budapest XXI. Kerület Csepel Önkormányzata Csepeli Csodakút Egyesített Óvoda Tátika Tagóvodája                                                                           | 1211 Budapest, Kiss János Altábornagy utca 52.    |
| 034753       | Budapest XXI. Kerület Csepel Önkormányzata Csepeli Csodakút Egyesített Óvoda Tündérkert Tagóvodája                                                                       | 1214 Budapest, Szabadság utca 14/a                |
| 034753       | Budapest XXI. Kerület Csepel Önkormányzata Csepeli Csodakút Egyesített Óvoda Vénusz Tagóvodája                                                                           | 1214 Budapest, Vénusz utca 17/a                   |
| 034753       | Budapest XXI. Kerület Csepel Önkormányzata Csepeli Csodakút Egyesített Óvoda Zsongás Tagóvodája                                                                          | 1213 Budapest, Kőrösi Sándor utca 11.             |
| 200044       | Gyermekház Montessori Óvoda | 1213 Budapest, Szúnyog utca 6.                    |
| 034769       | Majd Megnövök Baptista Óvoda | 1214 Budapest, Űrhajós utca 4/a                   |
| 203142       | Mézeskalács Óvoda | 1212 Budapest, Temesvári utca 40.                 |
| 200175       | Montessori Mária kétnyelvű Óvoda és Bölcsőde | 1214 Budapest, Akácfa utca 20.                    |

| OM azonosító | Név                                                                                         | Cím                                           |
| ------------ | ------------------------------------------------------------------------------------------- | --------------------------------------------- |
| 035179       | Budapest XXI. Kerületi Arany János Általános Iskola                                         | 1213 Budapest, Szent László út 84.            |
| 035172       | Budapest XXI. Kerületi Eötvös József Általános Iskola                                       | 1213 Budapest, Szent István út 232.           |
| 035169       | Budapest XXI. Kerületi Herman Ottó Általános Iskola                                         | 1214 Budapest, Dr. Koncz János tér 1.         |
| 035178       | Budapest XXI. Kerületi Karácsony Sándor Általános Iskola                                    | 1211 Budapest, II. Rákóczi Ferenc út 106-108. |
| 035173       | Budapest XXI. Kerületi Katona József Általános Iskola                                       | 1215 Budapest, Katona József utca 60.         |
| 035184       | Budapest XXI. Kerületi Kazinczy Ferenc Értékközvetítő és Képességfejlesztő Általános Iskola | 1215 Budapest, Vágóhíd utca 68-74.            |
| 035170       | Budapest XXI. Kerületi Kölcsey Ferenc Általános Iskola                                      | 1214 Budapest, Iskola tér 45.                 |
| 035175       | Budapest XXI. Kerületi Lajtha László Általános Iskola                                       | 1215 Budapest, Csete Balázs utca 1-11.        |
| 035174       | Budapest XXI. Kerületi Mátyás Király Általános Iskola                                       | 1212 Budapest, Kolozsvári utca 61.            |
| 038435       | Budapest XXI. Kerületi Mészáros Jenő Speciális Általános Iskola                             | 1215 Budapest, Ív utca 8-12.                  |
| 035182       | Budapest XXI. Kerületi Móra Ferenc Általános Iskola                                         | 1214 Budapest, Tejút utca 10.                 |
| 035185       | Budapest XXI. Kerületi Nagy Imre Általános Iskola és Alapfokú Művészeti Iskola              | 1214 Budapest, Simon Bolivár sétány 4-8.      |
| 035181       | Budapest XXI. Kerületi Széchenyi István Általános és Kéttannyelvű Általános Iskola          | 1212 Budapest, Széchenyi István utca 93.      |
| 035186       | Budapest XXI. Kerületi Vermes Miklós Általános Iskola                                       | 1214 Budapest, Tejút utca 2.                  |
| 035187       | Burattino Általános, Közép- és Szakképző Iskola, Gyermekotthon                              | 1212 Budapest, Táncsics Mihály utca 27-29.    |
| 200768       | Szabóky Adolf Általános és Szakképző Iskola                                                 | 1211 Budapest, Transzformátorgyár utca 7.     |
| 035180       | Szárcsa Általános Iskola                                                                    | 1213 Budapest, Szárcsa utca 9-11.             |

| OM azonosító | Név | Cím                                           |
| ------------ | --- | --------------------------------------------- |
| 032614       | Bocskai István Református Oktatási Központ Apáczai Csere János Középiskolája                                                                                  | 1211 Budapest, Táncsics Mihály utca 78.       |
| 200027       | Bocskai István Református Oktatási Központ Egressy Béni Alap- és Középfokú Zeneművészeti, Színművészeti és Táncművészeti Szakgimnáziuma, Ének-Zene Gimnáziuma | 1211 Budapest, II. Rákóczi Ferenc út 121-123. |
| 203032       | Budapesti Komplex Szakképzési Centrum Weiss Manfréd Szakgimnáziuma, Szakközépiskolája és Kollégiuma                                                           | 1211 Budapest, Tanműhely köz 7.               |
| 203061       | Budapesti Gazdasági Szakképzési Centrum Csete Balázs Szakgimnáziuma                                                                                           | 1215 Budapest, Csete Balázs utca 6-8.         |
| 203061       | Budapesti Gazdasági Szakképzési Centrum Vásárhelyi Pál Kereskedelmi Szakgimnáziuma                                                                            | 1212 Budapest, Széchenyi utca 95.             |
| 203031       | Budapesti Gépészeti Szakképzési Centrum Kossuth Lajos Két Tanítási Nyelvű Műszaki Szakgimnáziuma                                                              | 1211 Budapest, Kossuth Lajos utca 12.         |
| 203078       | Budapesti Vendéglátóipari és Humán Szakképzési Centrum Szamos Mátyás Szakgimnáziuma és Szakközépiskolája                                                      | 1212 Budapest, Petőfi tér 1.                  |
| 035187       | Burattino Általános, Közép- és Szakképző Iskola, Gyermekotthon                                                                                                | 1212 Budapest, Táncsics Mihály utca 27-29.    |
| 200211       | Cilinder Alapfokú Művészeti Iskola és Művészeti Szakgimnázium                                                                                                 | 1212 Budapest, Táncsics Mihály utca 27-29.    |
| 035255       | Jedlik Ányos Gimnázium | 1212 Budapest, Táncsics Mihály utca 92.       |
| 200768       | Szabóky Adolf Általános és Szakképző Iskola | 1211 Budapest, Transzformátorgyár utca 7.     |

| OM azonosító | Név                            | Cím                                           |
| ------------ | ------------------------------ | --------------------------------------------- |
| -            | Vienna Konservatorium Budapest | 1211 Budapest, II. Rákóczi Ferenc út 121-123. |

| OM azonosító | Név | Cím                                           |
| ------------ | --- | --------------------------------------------- |
| 200027       | Bocskai István Református Oktatási Központ Egressy Béni Alap- és Középfokú Zeneművészeti, Színművészeti és Táncművészeti Szakgimnáziuma, Ének-Zene Gimnáziuma | 1211 Budapest, II. Rákóczi Ferenc út 121-123. |
| 035185       | Budapest XXI. Kerületi Nagy Imre Általános Iskola és Alapfokú Művészeti Iskola                                                                                | 1214 Budapest, Simon Bolivár sétány 4-8.      |
| 200211       | Cilinder Alapfokú Művészeti Iskola és Művészeti Szakgimnázium                                                                                                 | 1212 Budapest, Táncsics Mihály utca 27-29.    |
| 039862       | Csepeli Fasang Árpád Zenei Alapfokú Művészeti Iskola | 1211 Budapest, Posztógyár utca 2.             |
| 200056       | Hagyományőrző Alapfokú Művészeti Iskola | 1214 Budapest, Vénusz utca 2.                 |

## Természeti értékek
Védett területe a királyerdei Tamariska-domb, amely 1999 óta fővárosi védelem alatt áll. Az itt élő homoki növény-, és állatfajok közt Vörös Könyves és pannon endemikus fajok is megtalálhatók szép számban.
A környezetvédelmi és vízügyi miniszter 45/2006. (XII. 8.) KvVM rendelete értelmében Ráckevei (Soroksári)-Duna és a (Nagy) Duna a NATURA 2000 hálózaton belül a "Kiemelt jelentőségű természetmegőrzési területekhez" tartozik.

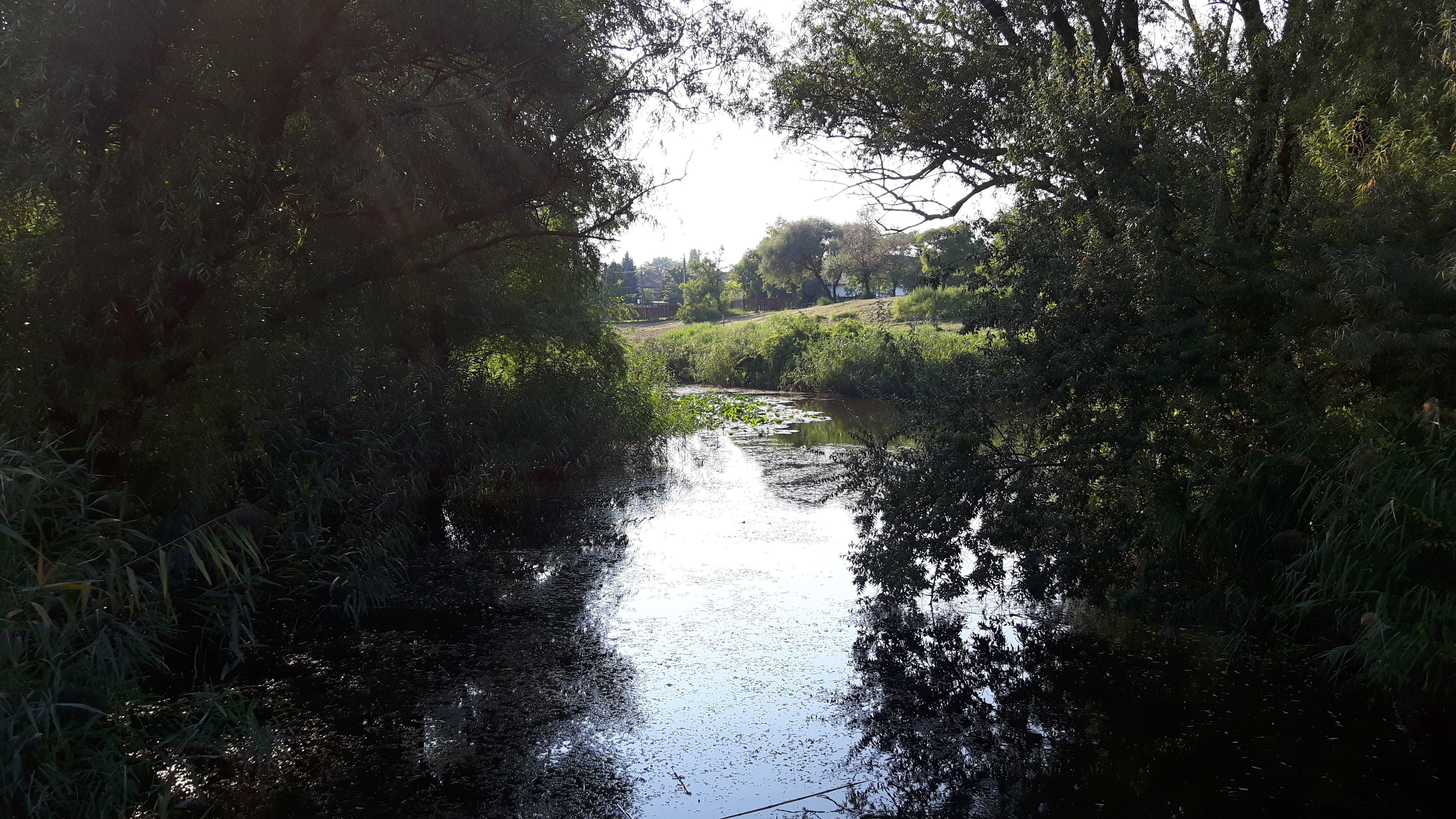
Kis-Dunai liget

## Sport
A csepeli sportéletet korábban egyetlen nagy, a Csepel Művek által szponzorált klub határozta meg, az évek alatt többször is nevet váltó Csepel SC. A rendszerváltást követően a gyár privatizálásával az egyesületnek anyagi problémái keletkeztek, amely következtében végül nem sokkal később csődbe ment. Korábbi szakosztályai különálló klubokként születtek újjá és működnek jogutódként a mai napig.

### Atlétika
A Csepeli Diák Atlétikai Club korábban a csepeli sportélet egyik meghatározó szereplője volt: olimpikonok, Európa-bajnokok, világbajnoki helyezettek, világcsúcstartók, Universiade helyezettek öregbítették Csepel és Magyarország hírnevét.

### Birkózás
A Csepeli Birkózó Club sportolói rendszeres érmesei a nemzeti és a nemzetközi versenyeknek, több világ- és Európa-bajnoki éremmel a sportág legjobb egyesületei közé tartoznak az országban.

### Evezés
A Csepel Evezős Klub a Gubacsi híd lábánál található, hagyományaihoz híven az ország legsikeresebb evezős klubja, a Csepel szigeten fekvő egyetlen evezős egyesület.

### Kajak-kenu

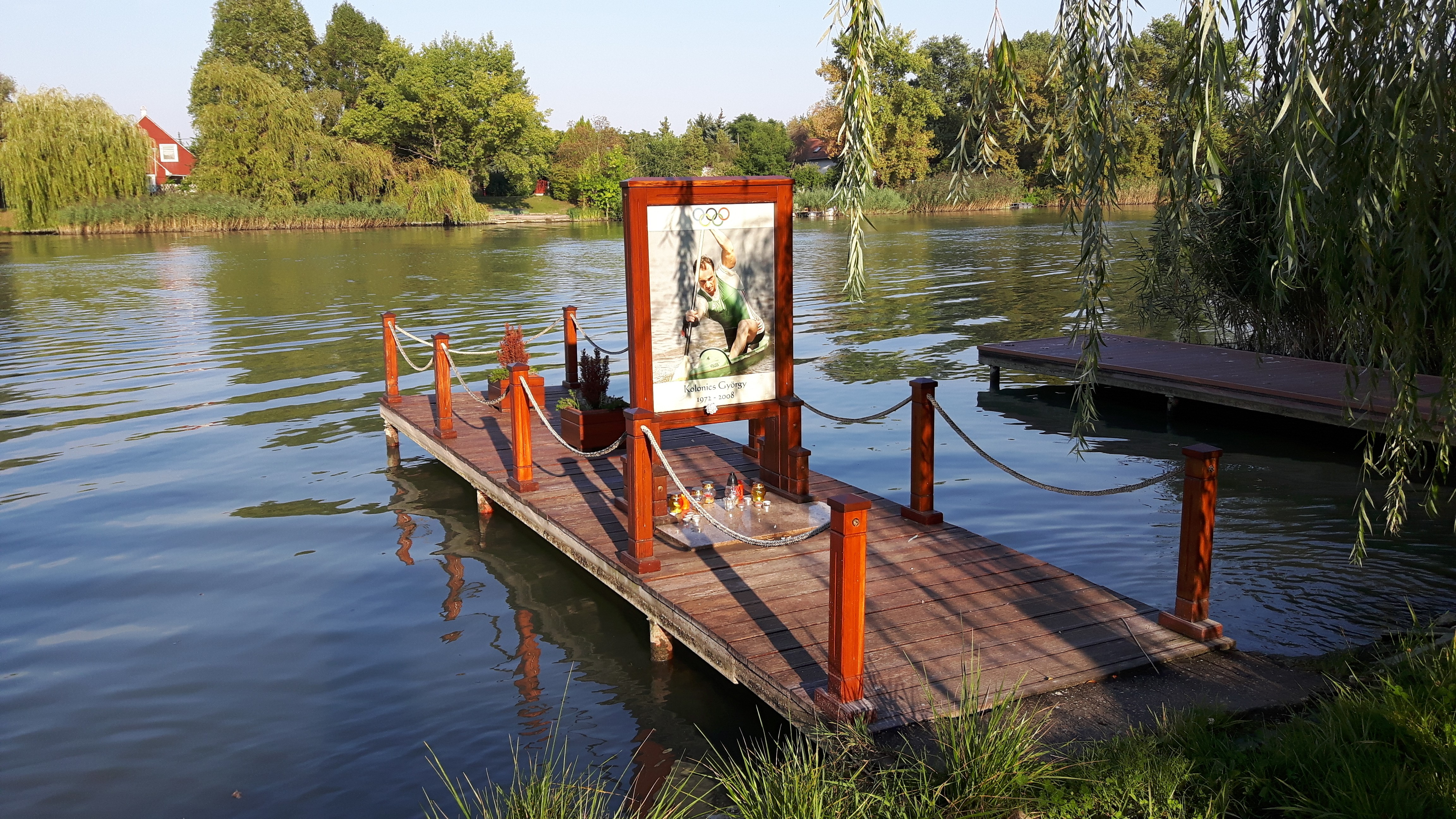
Kolonics György emlékmű a Kis-Duna-parton

A Csepeli Kajak-Kenu Egyesület kiemelkedő szerepet játszik a magyar kajak-kenu sport – tágabb értelemben a sport és az egészséges életmód – népszerűsítésében és utánpótlás nevelésében.
- Többszörös olimpiai sportolói: Horváth Csaba, Kolonics György, Kozmann György, Kőbán Rita és Vereczkei Ákos.
- Világbajnok sportolói: Takács Tibor, Györe Attila, Belicza Béla, Csabai Edvin, Kövér Márton, Szuszkó László, Hütner Csaba.
- Ifjúsági világbajnokai: Wohner Krisztina, Fekete Zoltán, Korisánszky Dániel, Csizmadia Kolos

### Kézilabda
A Csepel Diáksport Egyesület a kerület legnagyobb kézilabda egyesülete jelenleg. A csapatsportok közül pedig a legsikeresebb. A női szakág felnőtt csapata a 2021/22-es idényben a Magyar Női Kézilabda Bajnokság másodosztályában versenyzik, amivel a gárda benne van a 7 legjobb budapesti csapat között olyan egyesületek mellett, mint az FTC vagy az MTK. 
Férfi vonalon a felnőtt csapat a harmadosztályban versenyzik, azonban az utánpótlásban mindkét szakágban I.osztályú csapataik vannak. Az utánpótlásban jelenleg nagyjából 250 gyerek sportol.
Eredmények: 
- 2010 – megalakul a Csepel DSE
- 2015 – Pest megye bajnok a női csapat
- 2018 – NBII ezüstérem – felnőtt női csapat
- 2019 – Budapest bajnok a felnőtt férfi csapat
- 2021 – NBII bajnok a felnőtt női csapat
- 2021 – Férfi ifjúsági II.osztály bajnok a korosztályos fiú csapat
- 2021 – Leány serdülő II.osztály bajnok a korosztályos női csapat

### Kerékpár
A Csepeli Kerékpáros és Szabadidő SC sportolói korábban több magyar bajnoki címet is szereztek és részt vettek nemzetközi versenyeken is.

### Kick-box
A Halker-KiralyTeam Kick-box Akadémia hazánk és a világ legeredményesebb kick-box klubja, melyet az elmúlt évek világ-, és Európa-bajnoki érmei, illetve a számos nemzetközi tornán elért sikerek mellett, eddig Magyarországon egyedülálló módon, az Önkormányzati Minisztérium is kitüntetéssel ismert el.
Eredmények:
- 2005 Világbajnokság (Szeged, Magyarország) 2 aranyérem – ebből 1 KiralyTeam
- 2006 Európa-bajnokság (Lisszabon, Portugália) 3 aranyérem – ebből 2 KiralyTeam
- 2007 Világbajnokság (Coimbra, Portugália) 4 aranyérem – ebből 3 KiralyTeam
- 2008 Európa-bajnokság (Várna, Bulgária) 9 aranyérem – ebből 7 KiralyTeam
- 2009 Világbajnokság (Lignano, Olaszország) 5 aranyérem – ebből 5 KiralyTeam
- 2010 Európa-bajnokság (Athén, Görögország) 6 aranyérem – ebből 6 KiralyTeam
- 2011 Világbajnokság (Dublin, Írország 6 aranyérem) – ebből 6 KiralyTeam
- 2012 Európa-bajnokság (Bukarest, Románia – 6 aranyérem) – ebből 6 KiralyTeam
- 2013 Világbajnokság (Antalya, Törökország – 6 aranyérem) – ebből 6 KiralyTeam
- 2014 Európa-bajnokság (Maribor, Szlovénia) : 6 arany, 3 ezüst, 4 bronz
- 2016 Világbajnokság (Dublin, Írország ): 7 arany, 2 ezüst ,4 bronz
- 2016 Európa-bajnokság (Maribor, Szlovénia): 1 arany, 1 bronz
- 2016 Európa-bajnokság (Loutraki, Görögország) : 8 arany, 1 ezüst
- 2017 Világbajnokság (Budapest, Magyarország): 14 arany,3 ezüst,2 bronz
- 2018 Európa-bajnokság (Maribor, Szlovénia): 4 arany,4 ezüst,4 bronz
- 2018 Európa-bajnokság (Pozsony, Szlovákia): 2 arany, 1 ezüst, 1 bronz
- 2019 Világbajnokság (Antalya, Törökország): 8 arany, 5 ezüst, 5 bronz
- 2019 Világbajnokság (Szarajevó, Bosznia-Hercegovina): 2 arany, 2 bronz

### Kosárlabda
A BC Csepel kosárlabda szakosztálya korábban többször nyert bajnokságot.

### Labdarúgás
A Csepel FC működése alatt szerepelt nemzetközi tornán és rendszeres résztvevője volt az NB I-nek, valamint többször meg is nyerte azt. Legfőbb létesítménye a 12000 főt befogadni képes Béke téri Stadion, amely Magyarország 8. legnagyobb befogadóképességű futballstadionja.
A Csepel Hungary Club ’94 Sport Egyesületet a kilencvenes évek közepén alapították. Az egyesület, amely elsődleges feladatának tartja az utánpótlás nevelését, 2003. nyarán élesztette újra labdarúgó szakosztályát a Szentmiklósi út 1. sz. alatti egykori Posztó-pályán, ahol egyre szebb környezetben futballozhatnak a gyerekek.

### Öttusaéstriatlon
A Csepeli Öttusa és Triatlon Sport Egyesület 1946-ban alakult meg Csepelen. Az öttusa szakosztályt Karácson László, az akkori idők kiemelkedő versenyzője szervezte meg Wessely Vilmos és Tamás István segítségével. Az egyesület legkiemelkedőbb eredményeket elérő tagjai közé tartozott Németh Ferenc többszörös olimpiai bajnok, aki elsőként nyert magyar öttusázóként egyéniben olimpiai bajnokságot 1960-ban. Balczó András a legjobbnak tartott öttusázó, párbajtőr Országos egyéni bajnok, többszörös vb győztes csapatban, egyéni győztes vb, és olimpiai győztes is a csepeli egyesületet erősítette. Villányi Zsigmond vb második helyezett csapatban és egyéniben, többszörös olimpiai ezüstérmes, Maracskó Tibor vb csapataranyérmes, olimpiai csapat ezüstérmes, többszörös magyar bajnok. Hanzély Ákos öttusázó, a klub jelenlegi elnöke is szép sikereket könyvelhetett el, többek között világ- és Európa-bajnoki címeket tudhatja magáénak. Ennek az eredményes múltnak a szellemiségét sikerült tovább vinni a jelenbe.

### Ritmikus gimnasztika
A Csepeli Ritmikus Gimnasztika Club kiemelkedő rendezvénye a Csepel Kupa nemzetközi utánpótlásverseny, melyet 1988 óta rendez meg. Ennek eredményeként a klub jelentős nemzetközi kapcsolatokat alakított ki.

### Röplabda
A Csepeli Röplabda Club többször is nyert bajnokságot, valamint 1973-ban a Kupagyőztesek Európa Kupáján 2. helyezést ért el.

### Vívás
A Csepeli Vívó Egyesület korábban több tehetséget is adott a magyar vívósportnak.

## Kultúra

### Csepel Galéria[27]
A Csepel Galéria folyamatosan változó kiállításaival várja az érdeklődőket.

### Csepeli Munkásotthon[28]
A Csepeli Munkásotthon célja a kerület és az agglomerációs övezet lakosainak kulturális, művészeti, közösségi igényeinek kielégítése. Kluboknak, szakköröknek, tanfolyamoknak és művészeti csoportoknak szolgál helyszínéül, rendelkezik könyvtárral valamint itt található a Csepel Színház is és Lengyel Géza olvasóköre.

### Fővárosi Szabó Ervin Könyvtár[29]
A Fővárosi Szabó Ervin Könyvtár három csepeli telephellyel rendelkezik. Ezek a Csillagtelepi Könyvtár, a Királyerdei Könyvtár, és a Sétáló utcai Könyvtár.

### Királyerdei Művelődési Ház[30]
A Királyerdei Művelődési Ház, mely korábban Rideg Sándor író nevét viselte, 1975 tavaszán nyitotta meg kapuit a nagyközönség előtt. Ahogy jelenlegi neve is mutatja Királyerdőben, Csepel családi házas részén, közel a Kis-Dunához helyezkedik el. Programjai közt megtalálható testmozgás, tánc, gyermek előadás, koncert, kiállítás és különböző szakkörök egyaránt. Továbbá az intézmény helyet biztosít a Csepeli Német Nemzetiségi Táncegyüttes és a Csepeli Auth Henrik Fesztivál Fúvószenekar próbáinak, valamint otthona a Csepeli Helytörténeti Gyűjteménynek, illetve a Fővárosi Szabó Ervin Könyvtár Királyerdei Könyvtárának.

### Nagy Imre Általános Művelődési Központ[31]
A csepeli Nagy Imre Általános Művelődési Központ 1984-ben nyitotta meg kapuit környezete gyermek és felnőtt lakossága előtt. A bölcsőde, óvoda, általános iskola és a közművelődés-könyvtár integrált működése kezdetektől biztosítja a lakókörnyezetében élők oktatási, nevelési, gondozási, művelődési, sport és szabadidős igényeinek ellátását.

### Radnóti Miklós Művelődési Ház[32]
A Radnóti Miklós Művelődési ház Csillagtelepen található. Programjai közt megtalálhatók korosztályi művelődést szolgáló rendezvények, zenés – táncos estek, könnyűzenei koncertek, valamint színházi – és bábelőadások egyaránt. Támogatja az intézmény közvetlen környezetének közösségépítő kezdeményezéseit, különböző művészeti csoportoknak, tanfolyamoknak ad otthont. Az intézményben található a Fővárosi Szabó Ervin Könyvtár Csillagtelepi Könyvtára.

## Szórakozás

### Csepeli Strandfürdő[33]
A Csepel Strandfürdő Királyerdőben, a Kis-Duna mellett található, ahol hangulatos, parkosított környezetben élvezhető a minősített vizű termál-medence, a gyerekmedence, az úszómedence és az élménymedence.

### Kultik Csepel Mozi[34]
A Csepel Plaza 1997-es megnyitásával együtt indult útjára a többtermes, Csepeli Plaza Mozi. Hosszabb ideig tartó szünet után 2016-ban premier 3D moziként nyitott újra Kultik Csepel Mozi néven.

### Rákóczi Kert-Családok Parkja[35]
A csepeli önkormányzat nagyszabású beruházásának köszönhetően, a XXI. kerület egy modern, 21. század igényeit szolgáló családi parkot, korszerű intézményt hozott létre, amely a megújult környezetben első számú közművelődési feladatának közösségfejlesztést a közösségi színterek működtetését, valamint az igényes szórakozási lehetőségek megteremtését tartja.
A Rákóczi Kert – CSALÁDOK PARKJA a kultúra egészére nyitott, minden korosztály számára magas színvonalú programokat, legkülönbözőbb tematikájú klubokat, tanfolyamokat kínálja.

### Kalózhajós játszótér
A játszótér központi eleme a szép kivitelezésű, több szintes kalózhajó, lépcsőkkel, hálókkal és az elmaradhatatlan papagájjal. Belsejében mindenféle járatokat, létrákat lehet találni, és fényképeken bemutatják – a helyszínhez kapcsolódva – a Duna élővilágát is. 2018-ban egy faragott kalóz is került a fedélzetre, akinek még egy kincsesládája is van. A tengert homokkal töltötték fel, a többi részen is lehet mezítláb rohangálni a fűben. A hajós tematikát követve fa csónakot, illetve ágyúkat is lehet találni a hajó körül. 2018-as újítás a polipos homokozó, illetve egy kicsit átalakították és bővítették a hintás részeket, illetve egy pókháló mászókát is készítettek. A libikókák faragásai hattyús díszítést kaptak. A játszótéren az átalakításnak köszönhetően 2 baba-mama hintát is van, amelyen 5-6 éves korig lehet együtt hintázni a gyerekekkel vagy a tesók egymással, illetve baba hintát, normál hintát és két fészek hintát is kialakítottak. Igazi ritkaság, hogy a játszótér egy kerekesszékkel használható hintát is kapott. A hajó szomszédságába egy új mászókás rendszer került, ahova hálókon, lépcsőkön lehet feljutni és négyféle csőcsúszdán lejönni. A játszótéren belül mosdó van.

### Sport Szabadidő és Rendezvény Központ[36]
A Sport Szabadidő és Rendezvény Központ 4 és fél hektárnyi területen található a Hollandi úton, a Kis-Duna mellett. A hatalmas zöldterület számos lehetőséget kínál különféle rendezvények vagy táborok fedett és szabad téren történő lebonyolítására, sportolásra (műfüves focipálya, teniszpálya, strandröplabda, ping-pong, szabadtéri edzések), csónakázásra, csónaktárolásra, továbbá lehetőség van szálláshelyek bérlésére is.

## Egészségügy

### Felnőtt fogászati rendelések
- 1212 Budapest, Görgey Artúr tér 8.
- 1214 Budapest, Vénusz utca 2.

### Felnőtt háziorvosi rendelések
- 1211 Budapest, Kossuth Lajos utca 95.
- 1212 Budapest, Széchenyi utca 88.
- 1213 Budapest, Szent István út 217-219.
- 1214 Budapest, Csikó sétány 9.
- 1214 Budapest, Vénusz utca 2.
- 1215 Budapest, Táncsics Mihály utca 4.

### Gyermek fogászati rendelések
- 1212 Budapest, Görgey Artúr tér 6.

### Gyermek háziorvosi rendelések
- 1212 Budapest, Görgey Artúr tér 6.

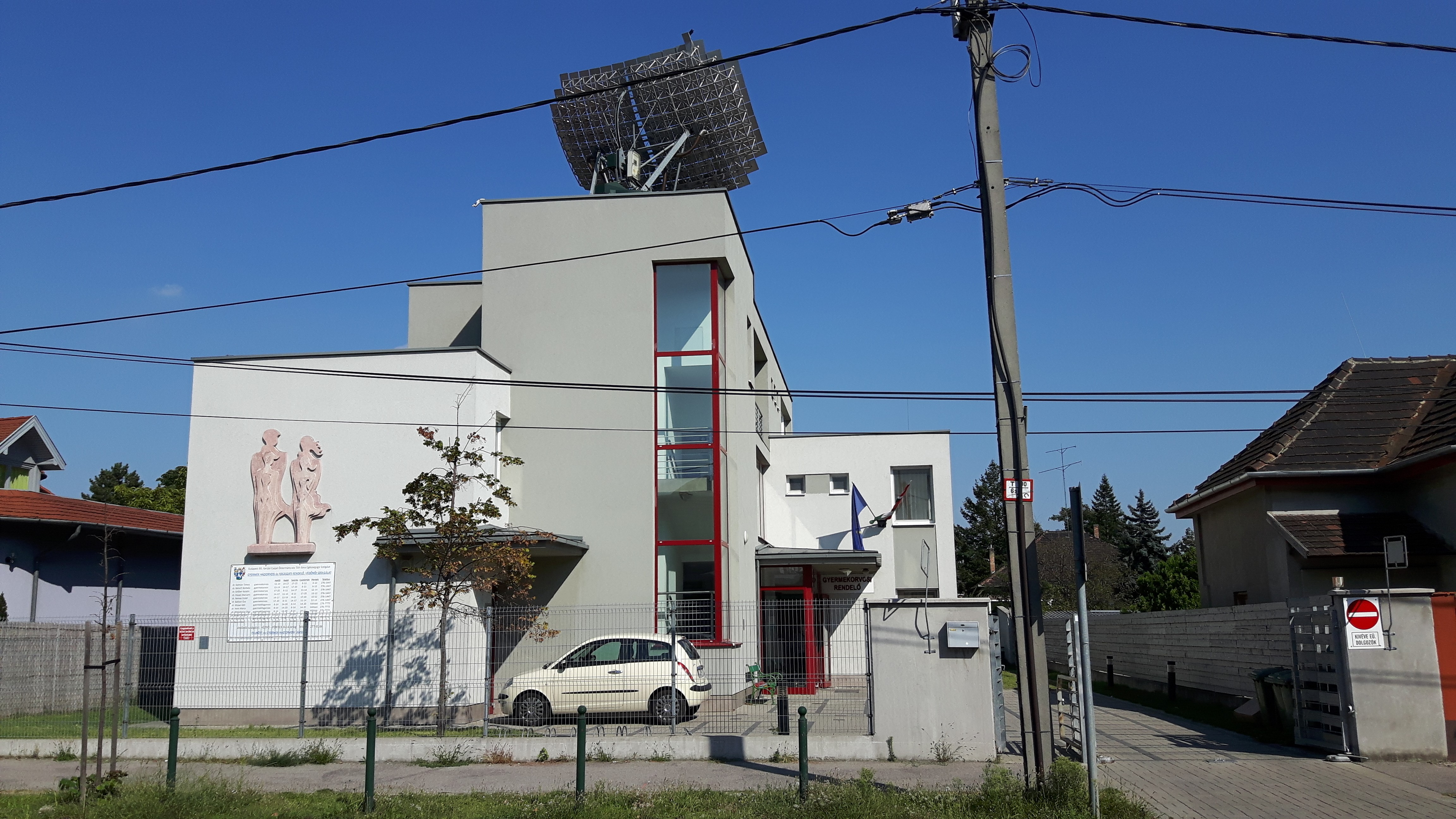
Csepeli Gyermek Háziorvosi Rendelő

- 1212 Budapest, Görgey Artúr tér 8.

### Jahn Ferenc Dél-pesti Kórház Csepeli Weiss Manfréd Telephelye[37]
Címe: 1211 Budapest, Déli utca 11.

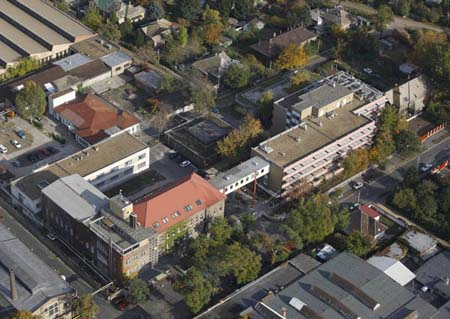
Jahn Ferenc Dél-pesti Kórház Csepeli Weiss Manfréd Telephelye

A Csepeli Weiss Manfréd Kórház 1924-től számítva működik nyilvános kórházként. A 80-as évekig folyamatosan fejlődött, a sorozatos korszerűsítéseknek köszönhetően az ország egyik legmodernebb egészségügyi intézménye volt. A rendszerváltást követően az egyre jobban leromló állapotú, felújításra szoruló létesítményt 2003-ban a Fővárosi Közgyűlés a Jahn Ferenc Dél-pesti Kórházhoz csatolta.
A Jahn Ferenc Dél-pesti Kórház és Rendelőintézet részeként működő Csepeli Weiss Manfréd Telephelyen található a korszerű, komfortos rehabilitációs osztály. A felújított épület kerekesszékkel is bejárható, a mozgássérültek akadálymentesen használhatják. Az osztály valamennyi kórterme fürdőszobás, amelyet a mozgásukban gátolt ápoltak kerekesszékkel is képesek használni. Egy időben jelenleg 96 beteg ellátására képesek.
Az osztály a „B” épület 1. és 2. emeltén helyezkedik el. Mindkét szinten önálló tornaterem található, amelyek felszerelése a szponzorok segítségének köszönhetően egyre színvonalasabb. A célok megvalósításában különösen sokat segített a csepeli önkormányzat, mivel olyan, a rehabilitációban alapvető fontosságú tornáztató készülékeket ajándékozott az osztálynak, amely felgyorsítja a fájós, kopott, sérült ízületek bemozgatását, ezáltal a sérült, vagy operált, műízület-beültetésen átesett betegek rehabilitációjának idejét jelentősen megrövidíti.

### Tóth Ilona Egészségügyi Szolgálat Szakorvosi Rendelőintézete[38]

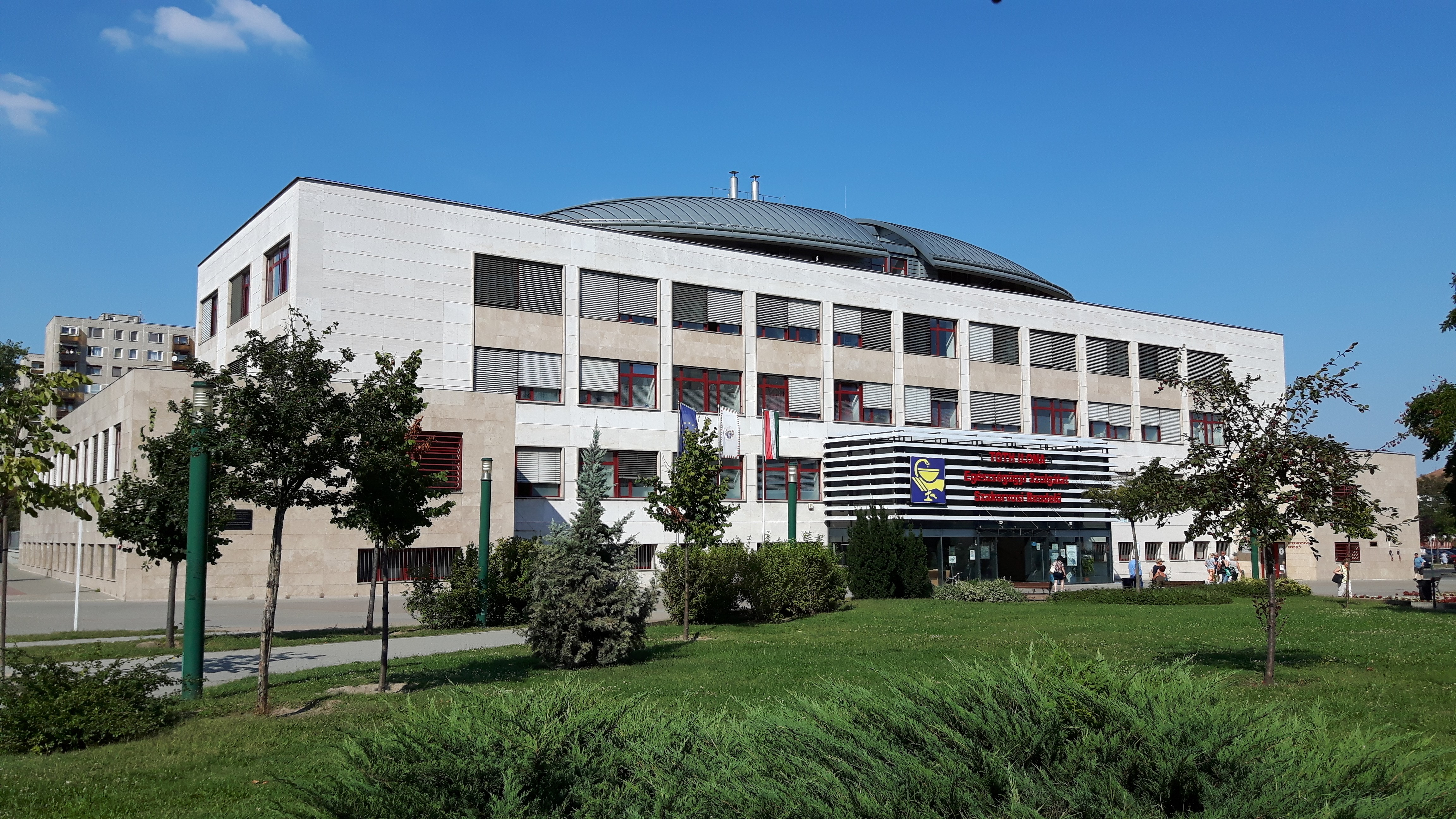
Tóth Ilona Egészségügyi Szolgálat Szakorvosi Rendelőintézet

Címe: 1212 Budapest, Görgey Artúr tér 8.
A Szakorvosi Rendelő külső megjelenését tekintve modern, a XXI. század igényeit kielégítő ellátást biztosít négy szinten, mintegy 6000 m2 alapterületen. Az intézmény 2011-ben vette fel Tóth Ilona, a mártírhalált halt szigorló orvos nevét és az Ő szellemiségében törekszik a kerület polgárainak ellátására.
Szakrendelések:
Reumatológia, Fizikoterápia, Gyógytorna, Orvosi masszázs, Laboratórium, Általános sebészet, Traumatológia, Gyermeksebészet és traumatológia, Gastroenterológia, Proctológia, Kézsebészet, Gerinc,- és idegsebészet, Baleseti utókezelő, Belgyógyászat, Diabetológia, Endokrinológia, Ortopédia, Kardiológia, EKG, Szemészet, RTG, Mammográfia, Ultrahang, Bőrgyógyászat, Fül-orr-gégészet, Audiológia, Neurológia, Nőgyógyászat, Terhesgondozás, Családvédelmi szolgálat, Onkológia, Urológia, Gyermek tüdőgyógyászat (Allergiológia), Szájsebészet, Fogászati röntgen, Tüdőszűrő, Tüdőgondozó (1211 Budapest, Kiss János Altábornagy utca 30.), Pszichiátria-addiktológia (1213 Budapest, Csikó sétány 9.), Gyermek és felnőtt szemészet (1214 Budapest, Vénusz utca 2.)

## Egyéb intézmények

### Budapest Főváros Kormányhivatala XXI. Kerületi Hivatala[39]
Címe: 1211 Budapest, Szent Imre tér 3.

### Budapest Főváros Kormányhivatala XXI. Kerületi Hivatala – Kormányablak[40]
Címe: 1211 Budapest, Szent Imre tér 11.

### Budapest XXI. Kerület Csepel Önkormányzata[41]
Címe: 1211 Budapest, Szent Imre tér 10.

### Budapest XXI. Kerület Csepel Önkormányzata Humán Szolgáltatások Igazgatósága[42]
Levelezési cím: 1211 Budapest, Kiss János altábornagy utca 54.
Bejárat: 1211 Budapest, Táncsics Mihály utca 69.
A Budapest XXI. Kerület Csepel Önkormányzata Humán Szolgáltatások Igazgatósága 2007 óta integrált keretek között, felkészült szociális szakemberei által nyújt segítséget koruk, fogyatékosságuk, illetve szociális helyzetük miatt nehéz helyzetbe került csepeli lakosoknak. Célja, hogy minden rászoruló számára elérhető közelségbe kerüljön a segítség.

### Budapest XXI. Kerület Csepel Önkormányzata HSzI Családsegítő Közösségi Háza[43]
Címe: 1215 Budapest, Csete Balázs utca 5.
2010 októberében nyitotta meg kapuit a Budapest XXI. Kerület Csepel Önkormányzata Humán Szolgáltatások Igazgatósága Családsegítő Közösségi Háza, amely évről évre egyre nagyobb népszerűségnek örvend. Lehetőséget biztosít minden korosztály számára a szabadidő kulturált, hasznos eltöltésére. Díjmentesen nyújtott szolgáltatások, programok mellett, térítés ellenében egyéb rendezvények (családi események, tanfolyamok, képzések stb.) lebonyolítására is alkalmas helységekkel rendelkezik.

### Fővárosi Pedagógiai Szakszolgálat XXI. kerületi Tagintézménye[44]
Címe: 1211 Budapest, Kiss János altábornagy utca 10-12.
Alapfeladatai:
szakértői bizottsági tevékenység, nevelési tanácsadás, gyógypedagógiai tanácsadás, korai fejlesztés, oktatás és gondozás, fejlesztő nevelés, logopédiai ellátás, konduktív pedagógiai ellátás, gyógytestnevelés, iskola-, és óvodapszichológiai ellátás koordinálása, kiemelten tehetséges gyermekek, tanulók gondozásának koordinálása
| OM azonosító | Név                                          | Cím                                      |
| ------------ | -------------------------------------------- | ---------------------------------------- |
| 880026       | Aprók Kertje Bölcsőde                        | 1213 Budapest, Mázoló utca 72-74.        |
| 880026       | Cseperedő Bölcsőde                           | 1211 Budapest, Karácsony Sándor utca 17. |
| 880026       | Mesevilág Bölcsőde                           | 1212 Budapest, Rákóczi tér 32.           |
| 200175       | Montessori Mária kétnyelvű Óvoda és Bölcsőde | 1214 Budapest, Akácfa utca 20.           |
| 880026       | Tipegő Bölcsőde                              | 1214 Budapest, Simon Bolivár sétány 4-8. |

| Név                                                                                                | Cím                                     |
| -------------------------------------------------------------------------------------------------- | --------------------------------------- |
| Budapest XXI. Kerület Csepel Önkormányzata Humán Szolgáltatások Igazgatósága Családsegítő Központ  | 1211 Budapest, Táncsics Mihály utca 69. |
| Budapest XXI. Kerület Csepel Önkormányzata Humán Szolgáltatások Igazgatósága Gyermekjóléti Központ | 1211 Budapest, Táncsics Mihály utca 69. |

| Név | Cím                                      |
| --- | ---------------------------------------- |
| Budapest XXI. Kerület Csepel Önkormányzata Humán Szolgáltatások Igazgatósága Simon Bolivár sétányi Gondozási Részleg | 1214 Budapest, Simon Bolivár sétány 1/a. |
| Budapest XXI. Kerület Csepel Önkormányzata Humán Szolgáltatások Igazgatósága Vereckei utcai Gondozási Részleg        | 1212 Budapest, Vereckei utca 10.         |
| Budapest XXI. Kerület Csepel Önkormányzata Humán Szolgáltatások Igazgatósága Völgy utcai Gondozási Részleg           | 1212 Budapest, Völgy utca 82.            |

## Egyéb létesítmények

### Budapest XXI. Kerület Csepel Önkormányzata Tanuszoda[45]
A Tanuszoda (korábbi nevén Posztógyári Tanuszoda) 1975-ben épült. Célja, hogy a kerület óvodásai, általános iskoláinak alsó tagozatos diákjai az intézményekkel szervezett módon részesüljenek úszásoktatásban.

### Csepeli Piac[46]

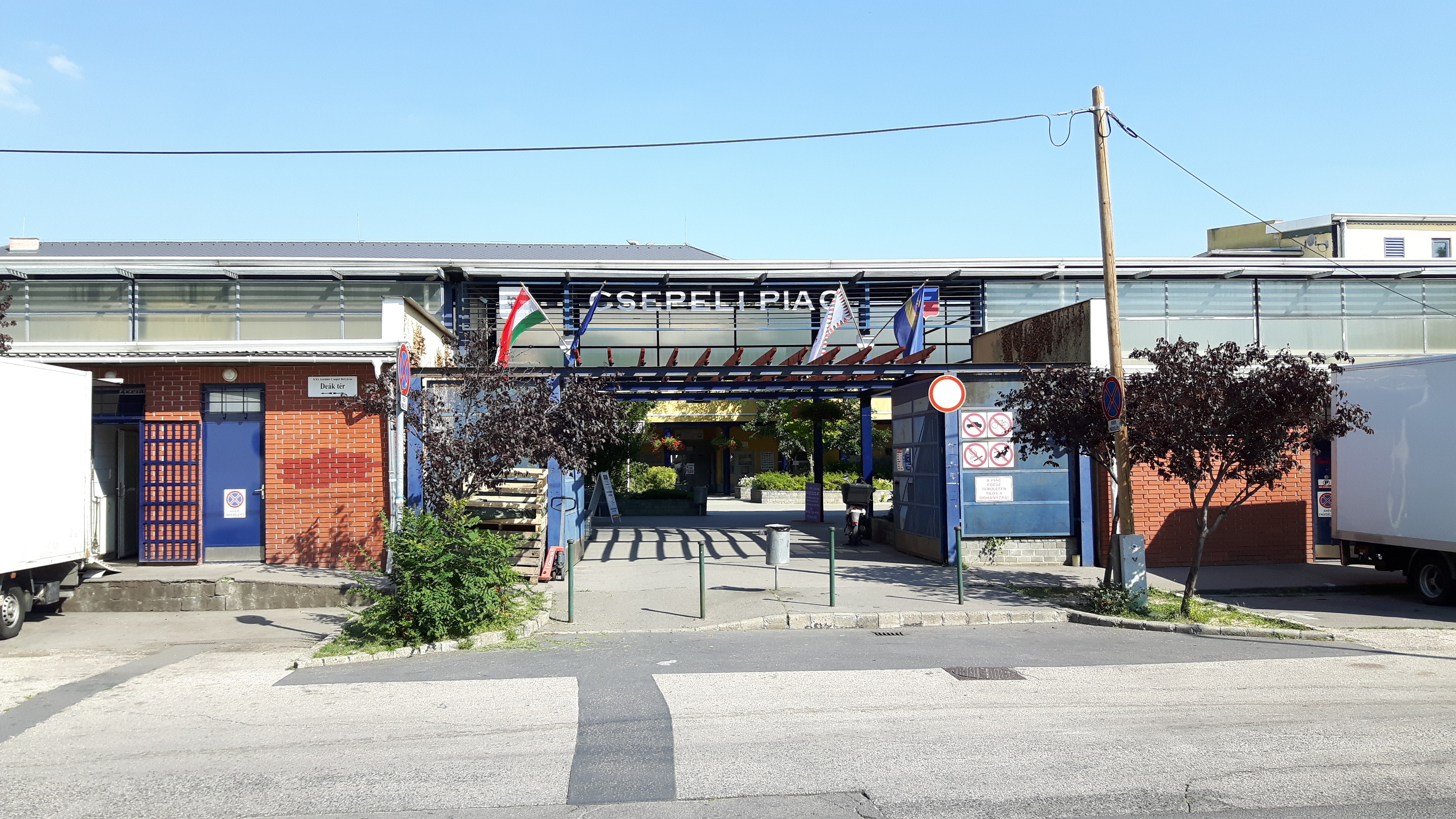
Csepeli Piac

A Csepeli Piac meghatározó szerepet tölt be a csepeli lakosság számára, kereskedői széles körű, bőséges és friss áruválasztékkal várják tisztelt vásárlóit.

### Csepel Plaza[47]

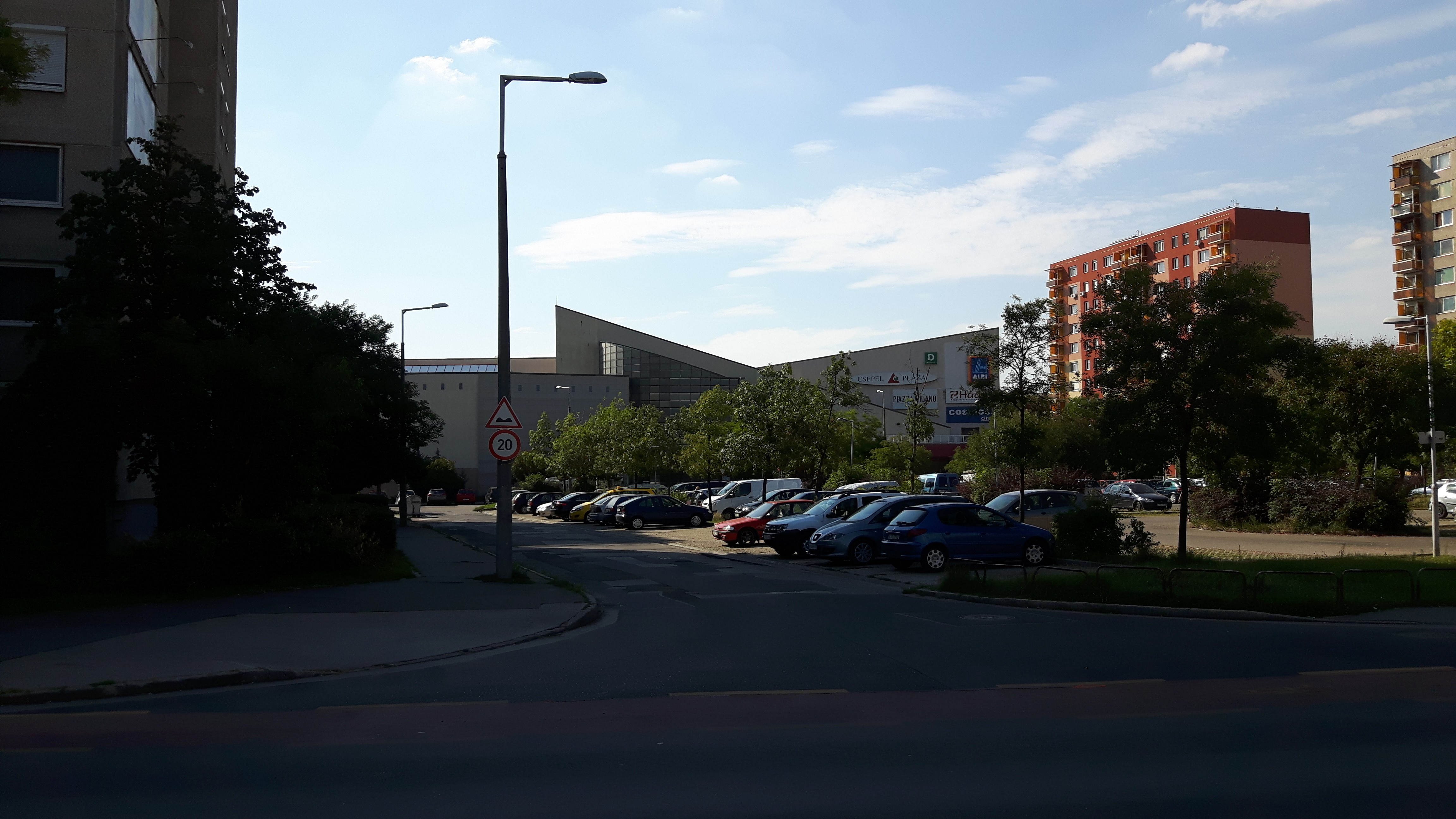
Csepel Plaza

A Csepel Plaza 1997-től várja a látogatóit, 19.800 m2 területen Csepel központjában, kiváló megközelítéssel és ingyenes parkolási valamint WIFI elérhetőségekkel. Itt található a kerület egyetlen mozija is, a Kultik Csepel Mozi.

## Egyéb üzletek

### Divat
- CCC
  - 1211 Budapest, II. Rákóczi Ferenc út 154-170.
- Cosmos City
  - 1211 Budapest, II. Rákóczi Ferenc út 154-170.
- Deichmann
  - 1211 Budapest, II. Rákóczi Ferenc út 154-170.
- Háda
  - 1211 Budapest, II. Rákóczi Ferenc út 154-170.
- H&M
  - 1211 Budapest, II. Rákóczi Ferenc út 154-170.
- J.Press
  - 1211 Budapest, II. Rákóczi Ferenc út 154-170.
- KiK
  - 1211 Budapest, II. Rákóczi Ferenc út 154-170.
- Tally Weijl
  - 1211 Budapest, II. Rákóczi Ferenc út 154-170.

### Élelmiszer
- Aldi
  - 1211 Budapest, Szent Imre tér 6-8.
  - 1211 Budapest, II. Rákóczi Ferenc út 154-170.
  - 1214 Budapest, II. Rákóczi Ferenc út 257.
- Coop
  - 1212 Budapest, Széchenyi István utca 86.
  - 1212 Budapest, Széchenyi István utca 89-91.
  - 1213 Budapest, Juharos utca 34.
  - 1214 Budapest, Kossuth Lajos utca 144.
- Lidl
  - 1215 Budapest, Ady Endre út 58.
- Penny Market
  - 1211 Budapest, Kossuth Lajos utca 69.
- Reál
  - 1213 Budapest, Szent István utca 288.
  - 1215 Budapest, Csete Balázs utca 6.
  - Prémium
    - 1211 Budapest, II. Rákóczi Ferenc út 119.
- Spar
  - Express
    - 1214 Budapest, II. Rákóczi Ferenc út 189.
    - 1215 Budapest, Védgát utca 47.

  - Szupermarket
    - 1211 Budapest, Görgey Artúr tér 20.
    - 1211 Budapest, Kossuth Lajos utca 22.
    - 1211 Budapest, Kossuth Lajos utca 93.
    - 1212 Budapest, Kikötő utca 8.
    - 1214 Budapest, Csikó sétány 2.
    - 1214 Budapest, Szabadság utca 20.
- Tesco
  - Expressz
    - 1211 Budapest, Kossuth Lajos utca 70.
    - 1214 Budapest, Szent László út 115.

  - Hipermarket
    - 1214 Budapest, II. Rákóczi Ferenc út 191.

### Étterem
- Árvay Csárda (Lakihegyhez átcsatolva)
  - 2310 Szigetszentmiklós-Lakihegy, II. Rákóczi Ferenc út 357.
- Balázs Bátya Kifőzdéje
  - 1211 Budapest, Szent Imre tér 5.
- Bogrács Vendéglő
  - 1215 Budapest, Katona József utca 54.
- Cadillac Étterem és Kávézó
  - 1211 Budapest, Kossuth Lajos utca 67.
- Dunaparti Pizzéria
  - 1212 Budapest, Szent István út 43.
- Ételbár 21
  - 1212 Budapest, Kossuth Lajos utca 32-46.
- La Guna Étterem és Mori sushi
  - 1215 Budapest, Bajcsy Zsilinszky utca 47.
- La Guna Étterem és Pizzéria
  - 1215 Budapest, Árpád utca 1.
- McDonald's
  - 1211 Budapest, Kossuth Lajos utca 99.
- Nagy Levin Étterem
  - 1214 Budapest, II. Rákóczi Ferenc út 200.
- Nádfedeles Csárda
  - 1213 Budapest, Hollandi út 239.
- Póni Pizzéria és Kávézó
  - 1213 Budapest, Csikó sétány 2/B.
- Pusoma Vendéglő
  - 1213 Budapest, Hollandi út 141.

### Lakberendezés
- Diego
  - 1214 Budapest, II. Rákóczi Ferenc út 277.
- JYSK
  - 1214 Budapest, II. Rákóczi Ferenc út 191.

### Optika
- Karvázy Optika
  - 1214 Budapest, Erdősor utca 33/A[48]
- Ofotért
  - 1211 Budapest, Kossuth Lajos utca 72.
- Vision Express
  - 1211 Budapest, II. Rákóczi Ferenc út 154-170.

### Szépségápolás
- BioHair
  - 1211 Budapest, Kossuth Lajos utca 91.
- Csak Hajvágó Szalon
  - 1211 Budapest, II. Rákóczi Ferenc út 154-170.
- Drogerie Markt
  - 1211 Budapest, Kossuth Lajos utca 89.
- Rossmann
  - 1211 Budapest, II. Rákóczi Ferenc út 154-170.
  - 1211 Budapest, Görgey Artúr tér 20.

### Szolgáltatás
- AlzaBox
  - 1211 Budapest, Kossuth Lajos utca 69.

- EMAG EasyBox
  - 1211 Budapest, Kossuth Lajos u. 22. (SPAR)
  - 1212 Budapest, SPAR Kikötő u. 8. (SPAR)
  - 1214 Budapest, Rákóczi Ferenc utca 189. (OMV)
- Budapest Bank
  - 1211 Budapest, Kossuth Lajos utca 47-49.
- CIB Bank
  - 1211 Budapest, Kossuth Lajos utca 82.
- Erste Bank
  - 1211 Budapest, Kossuth Lajos utca 70-86.
- Takarék Bank
  - 1211 Budapest, Kossuth Lajos utca 47-49.
- Foxpost
  - 1211 Budapest, II. Rákóczi Ferenc út 154-170
- K&H Bank
  - 1211 Budapest, Kossuth Lajos utca 97.
- Magyar Posta
  - Csepel 1 posta – 1211 Budapest, Szent Imre tér 21.
  - Csepel 2 posta – 1214 Budapest, Kossuth Lajos utca 111-113.
  - Csepel 3 posta – 1213 Budapest, Szent István út 230.
  - Csepel 4 posta – 1214 Budapest, Vénusz utca 6.
  - Csepel 5 posta – 1212 Budapest, Széchenyi István utca 92/B.
  - Csomagautomata (6. sz. automata) – 1211 Budapest, II. Rákóczi Ferenc út 154-170.
  - Posta Pont (12432 sz. MOL töltőállomás) – 1214 Budapest, Szent István út 43.
- MKB Bank
  - 1211 Budapest, II. Rákóczi Ferenc út 154-170.
- OTP Bank
  - 1211 Budapest, Kossuth Lajos utca 86.
  - 1211 Budapest, Kossuth Lajos utca 99.
- Raiffeisen Bank
  - 1211 Budapest, Kossuth Lajos utca 85.

### Elektronika
- Euronics
  - 1214 Budapest, II. Rákóczi Ferenc út 191.

## Helyi média
| Cím                 | Honlap                          |
| ------------------- | ------------------------------- |
| Csepel.info         | http://csepel.info/             |
| Csepel.ittlakunk.hu | http://21.kerulet.ittlakunk.hu/ |

| Cím                                                                             | Honlap                                  |
| ------------------------------------------------------------------------------- | --------------------------------------- |
| Csepeli Hírmondó (a kerületi önkormányzat kéthetente megjelenő ingyenes újsága) | http://www.csepelivaroskep.hu/hirmondo/ |

## Testvértelepülései
- Fiume (Horvátország)
- Kielce (Lengyelország)
- Nagyszalonta (Erdély)
- Szczecin (Lengyelország)
- Tusnádfürdő (Erdély)
- Vámosgálfalva (Erdély)
- Wolomin (Lengyelország)

## Képgaléria

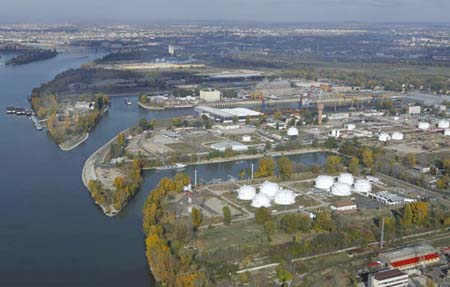
Csepeli Szabadkikötő
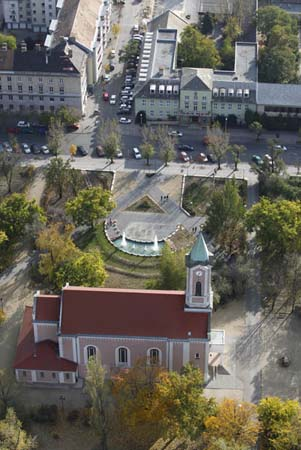
Szent Imre tér
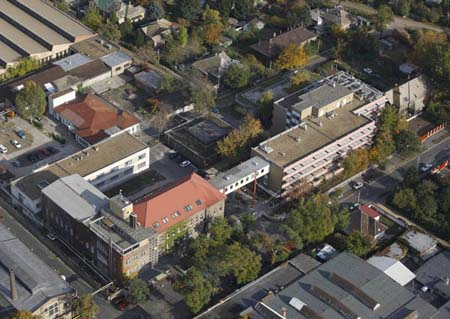
Jahn Ferenc Dél-pesti Kórház Csepeli Weiss Manfréd Telephelye
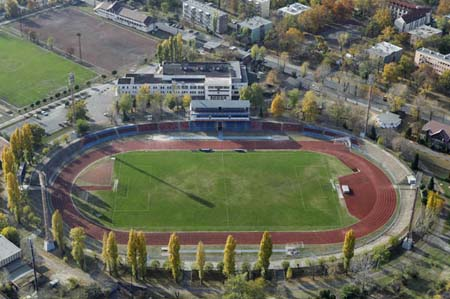
Béke téri Stadion
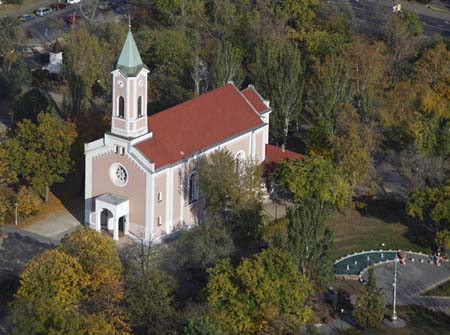
Kisboldogasszony római katolikus templom
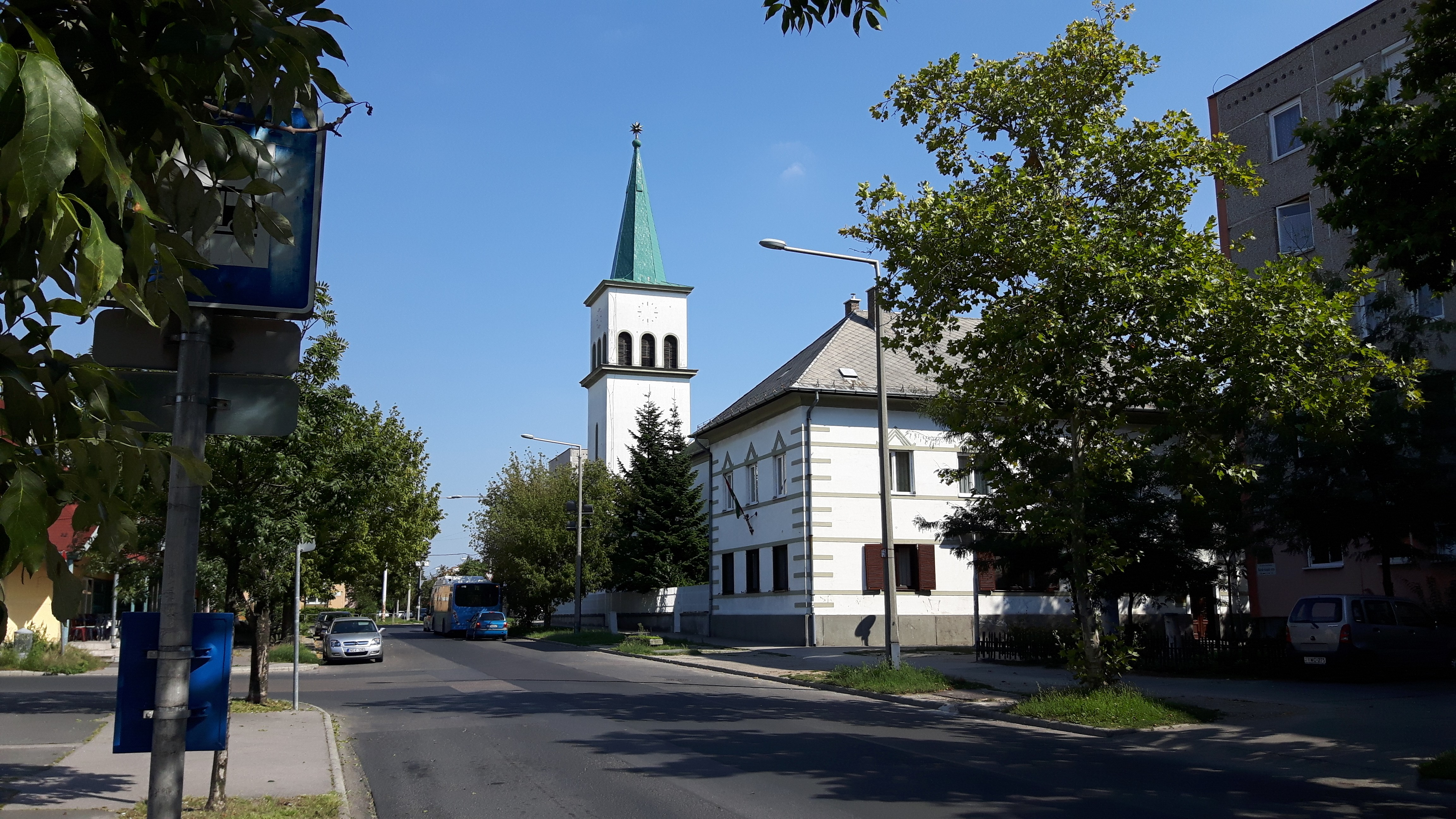
Csepel-Központi Református Egyházközség temploma
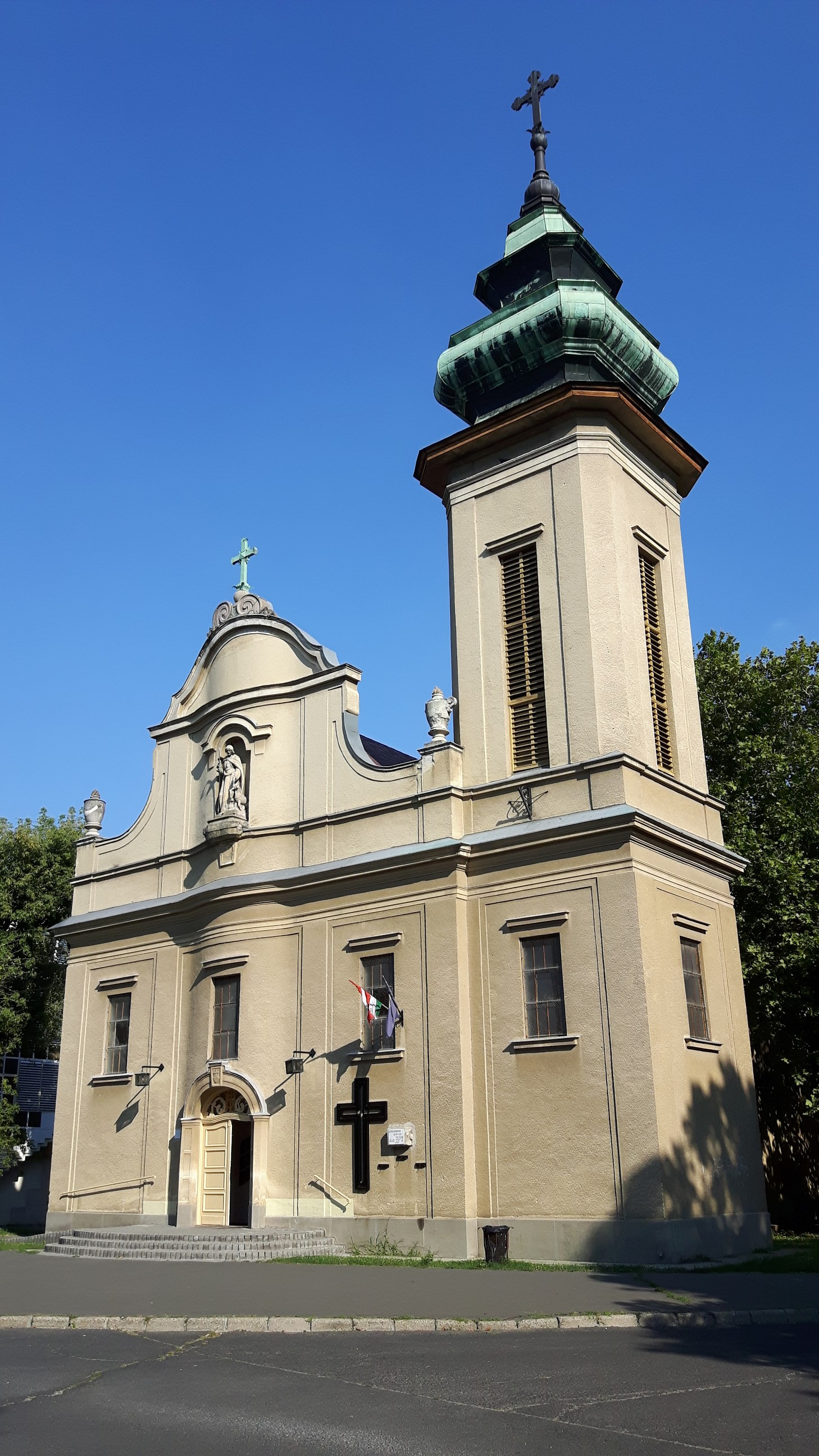
Béke téri Jézus Szíve Templom
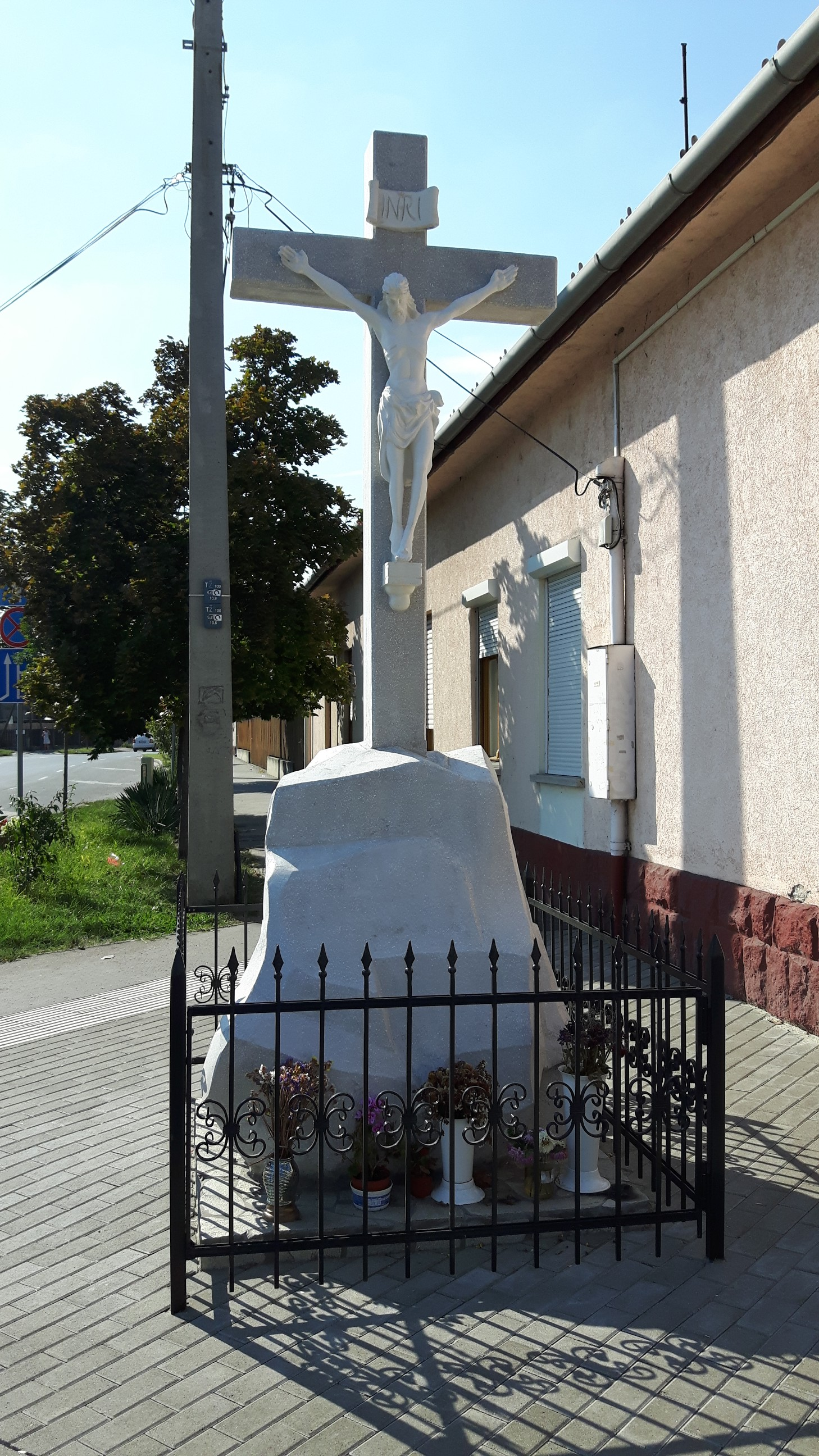
Betű utcai kőkereszt
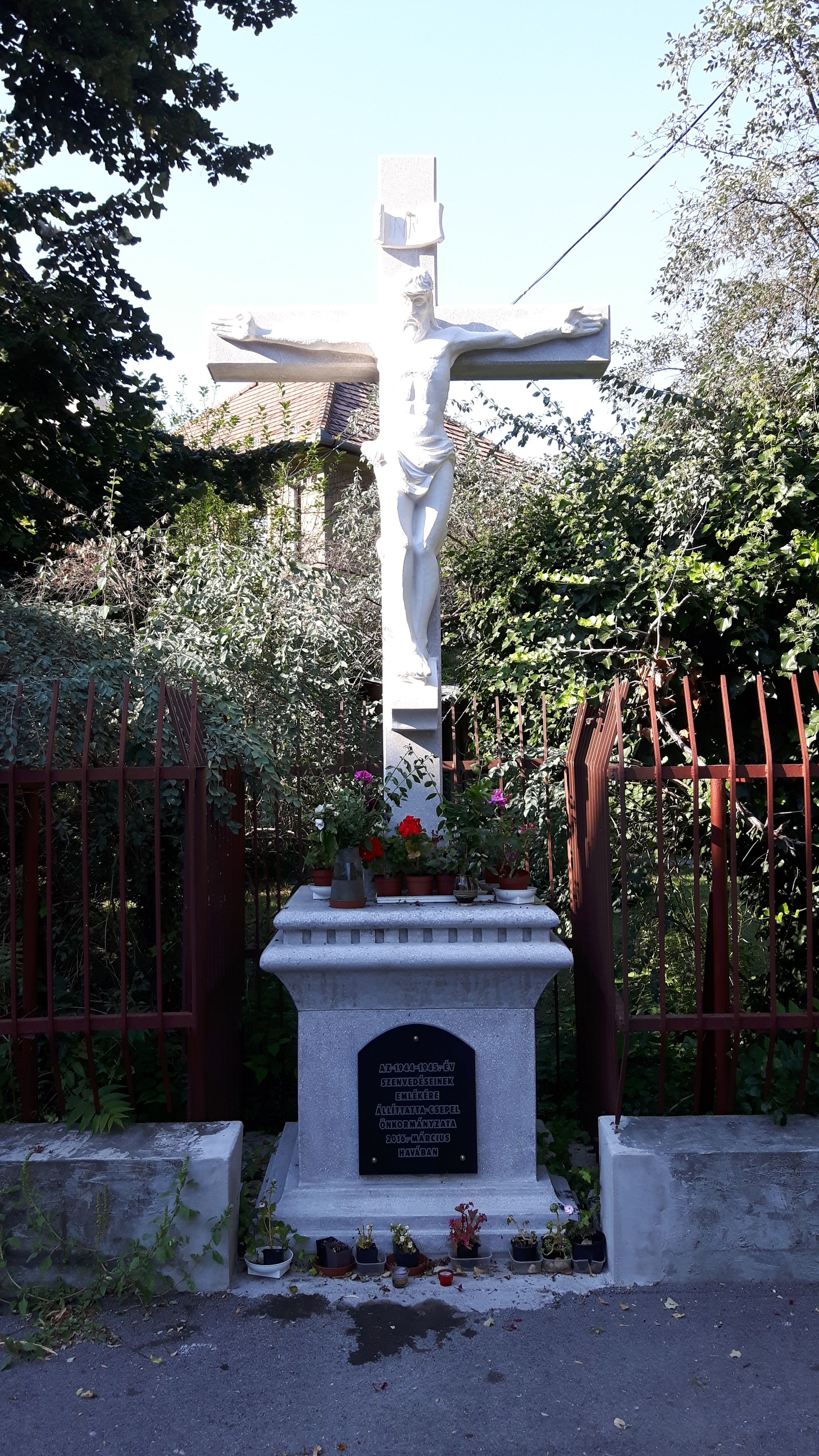
Béke téri kőkereszt
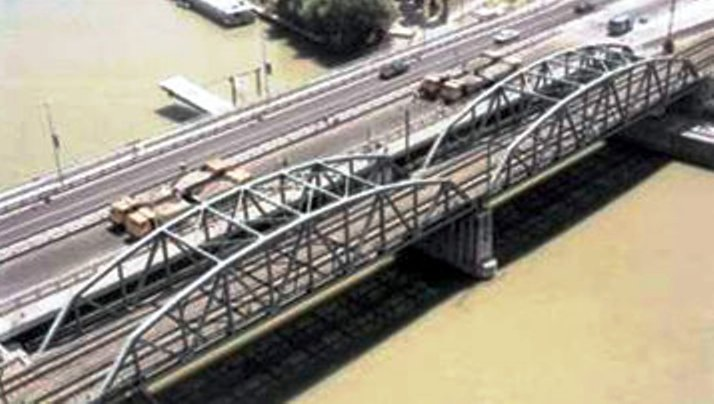
Kvassay híd
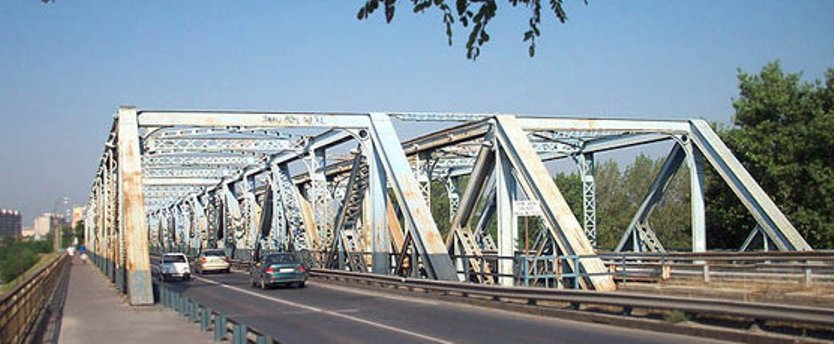
Gubacsi híd
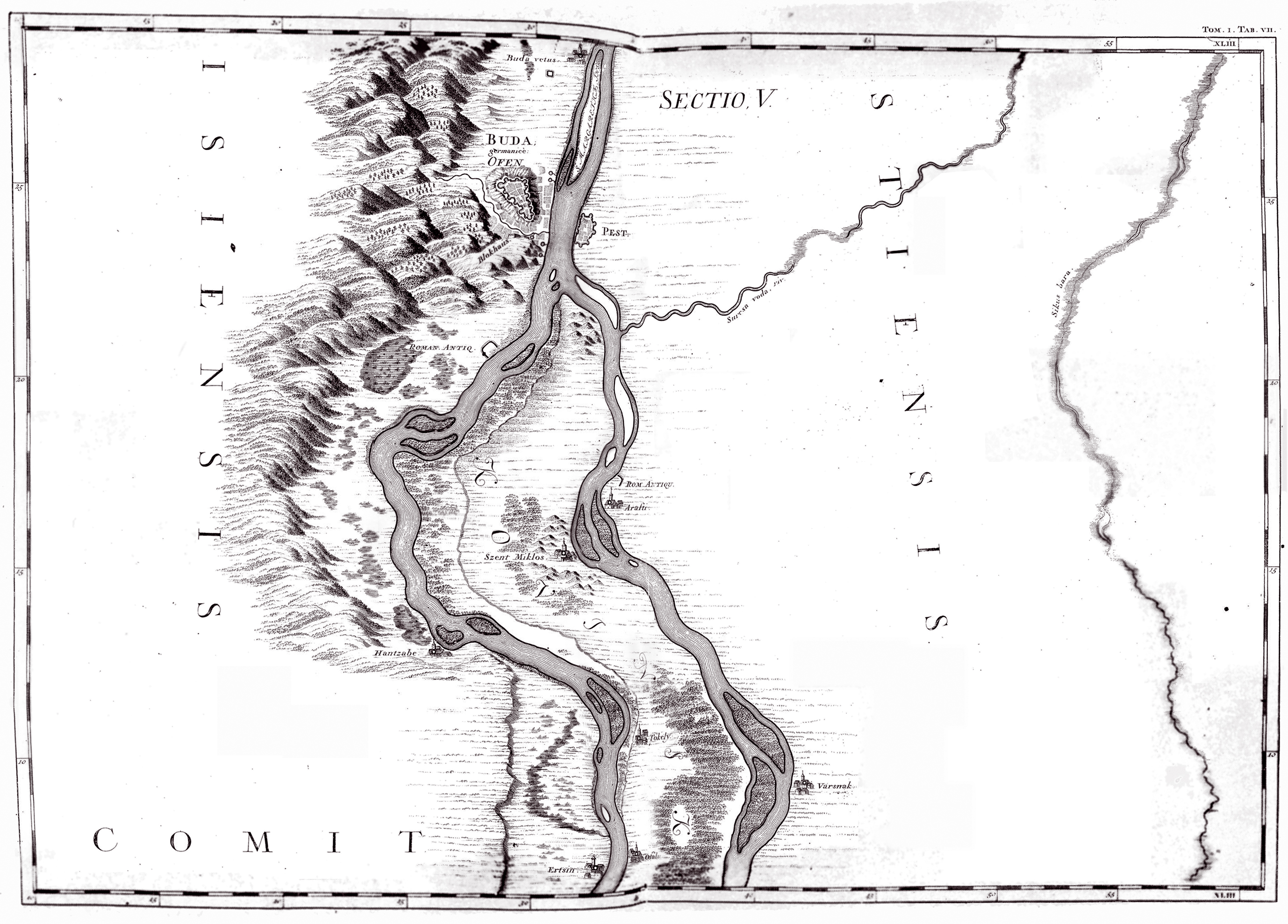
Csepel-sziget
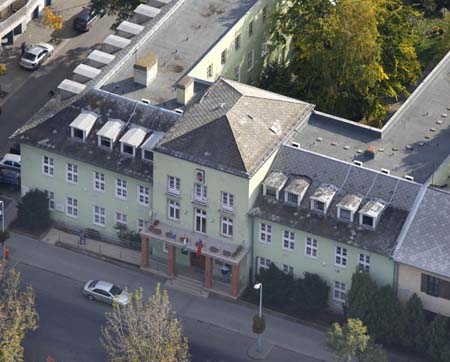
Budapest XXI. Kerület Csepel Önkormányzata
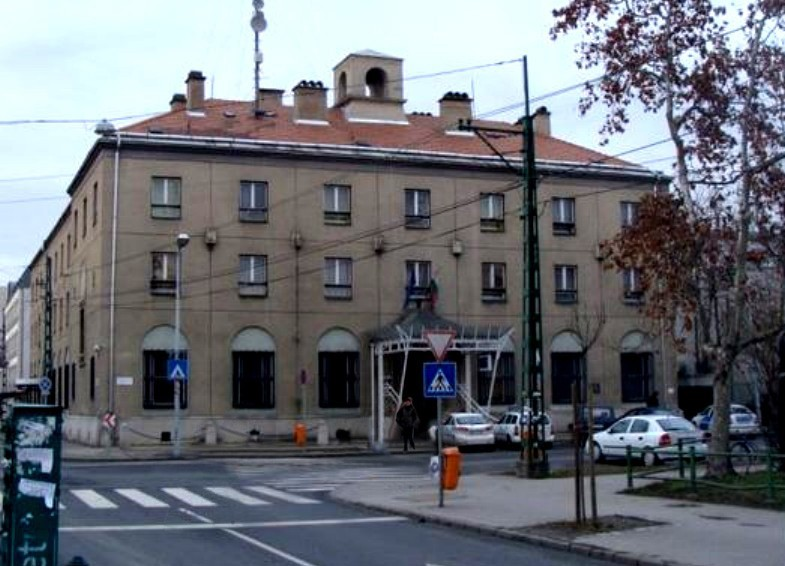
Budapest XXI. Kerületi Rendőrkapitányság
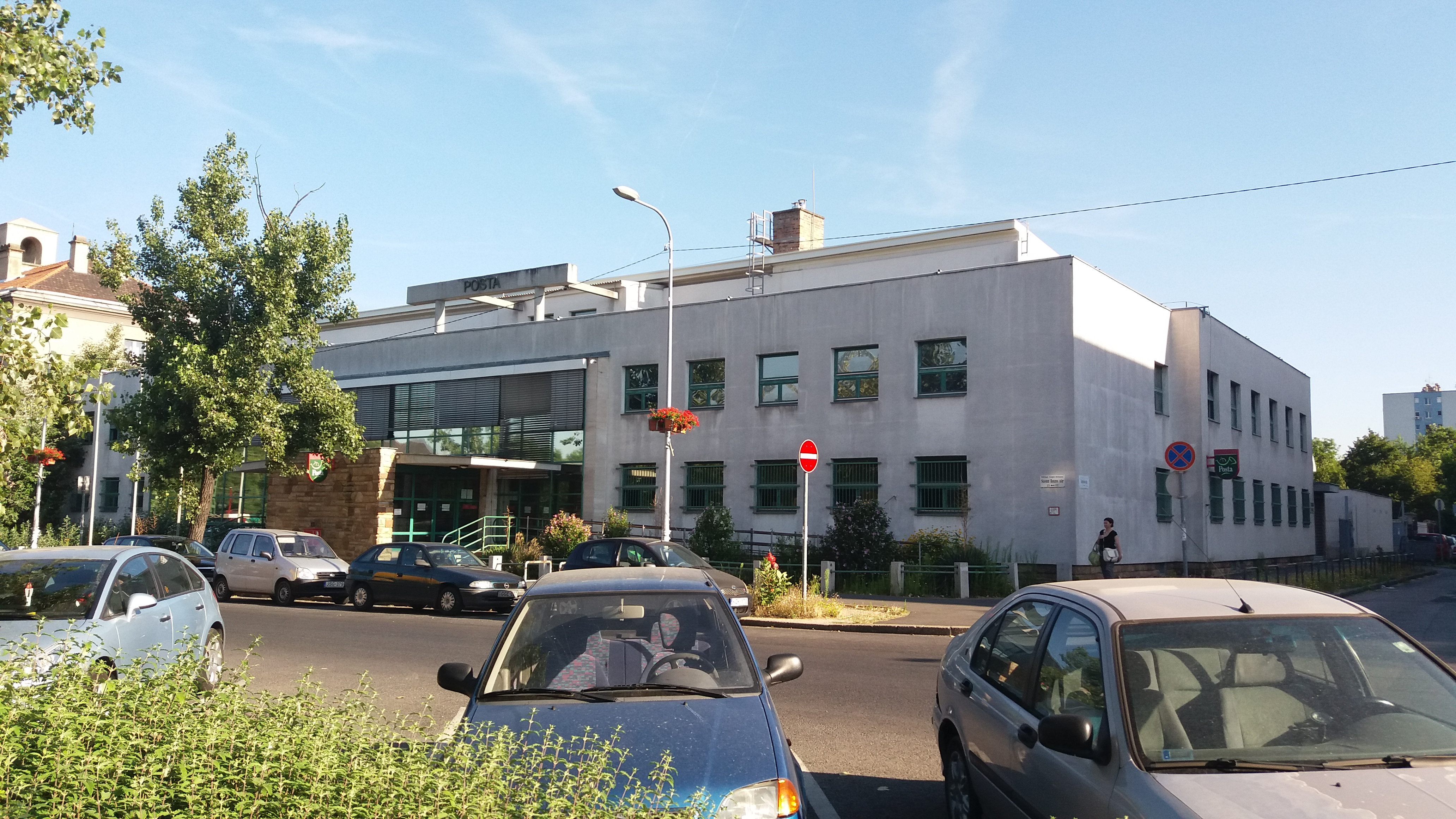
Budapest Csepel 1 Posta
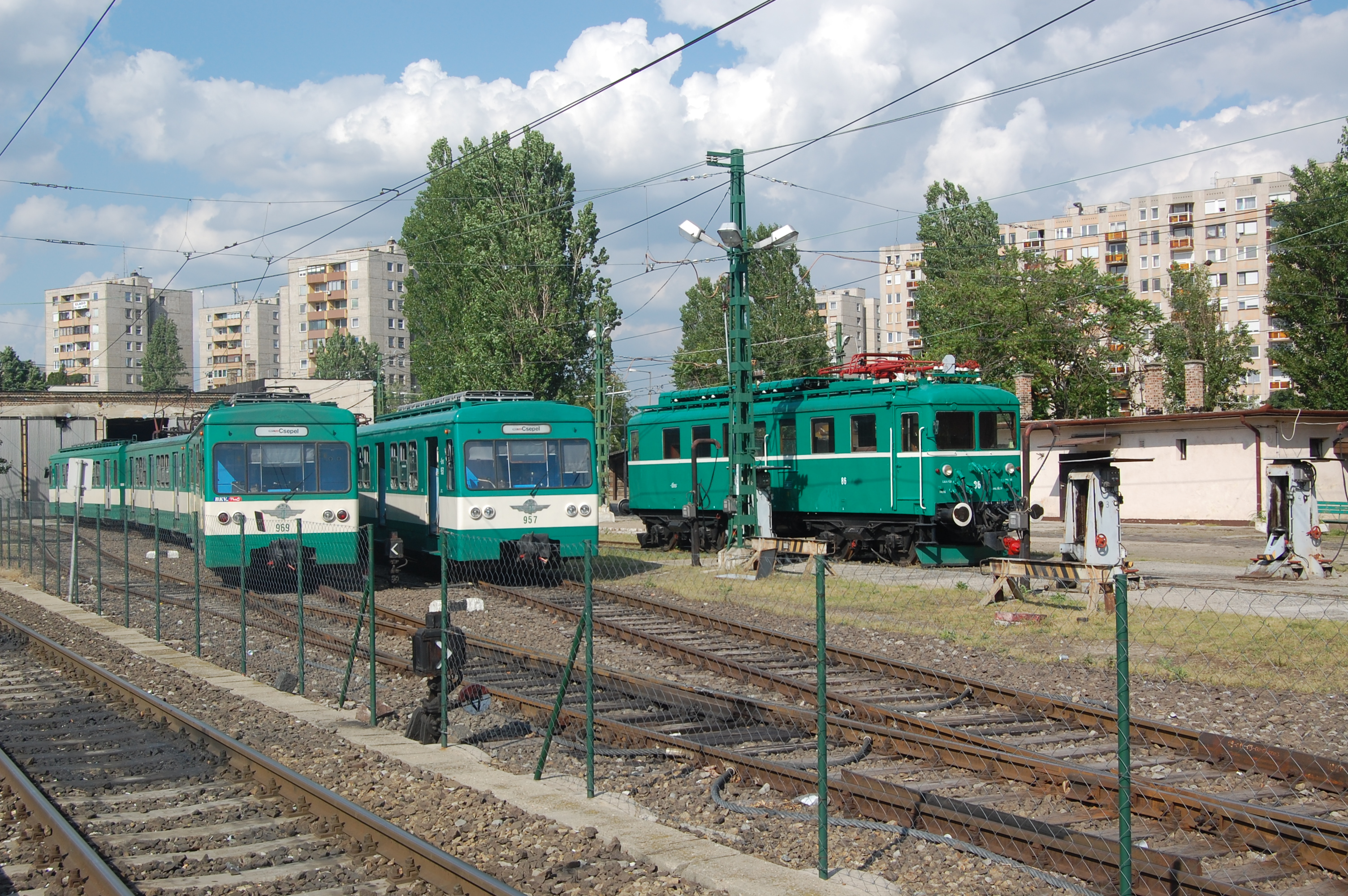
Csepel HÉV állomás
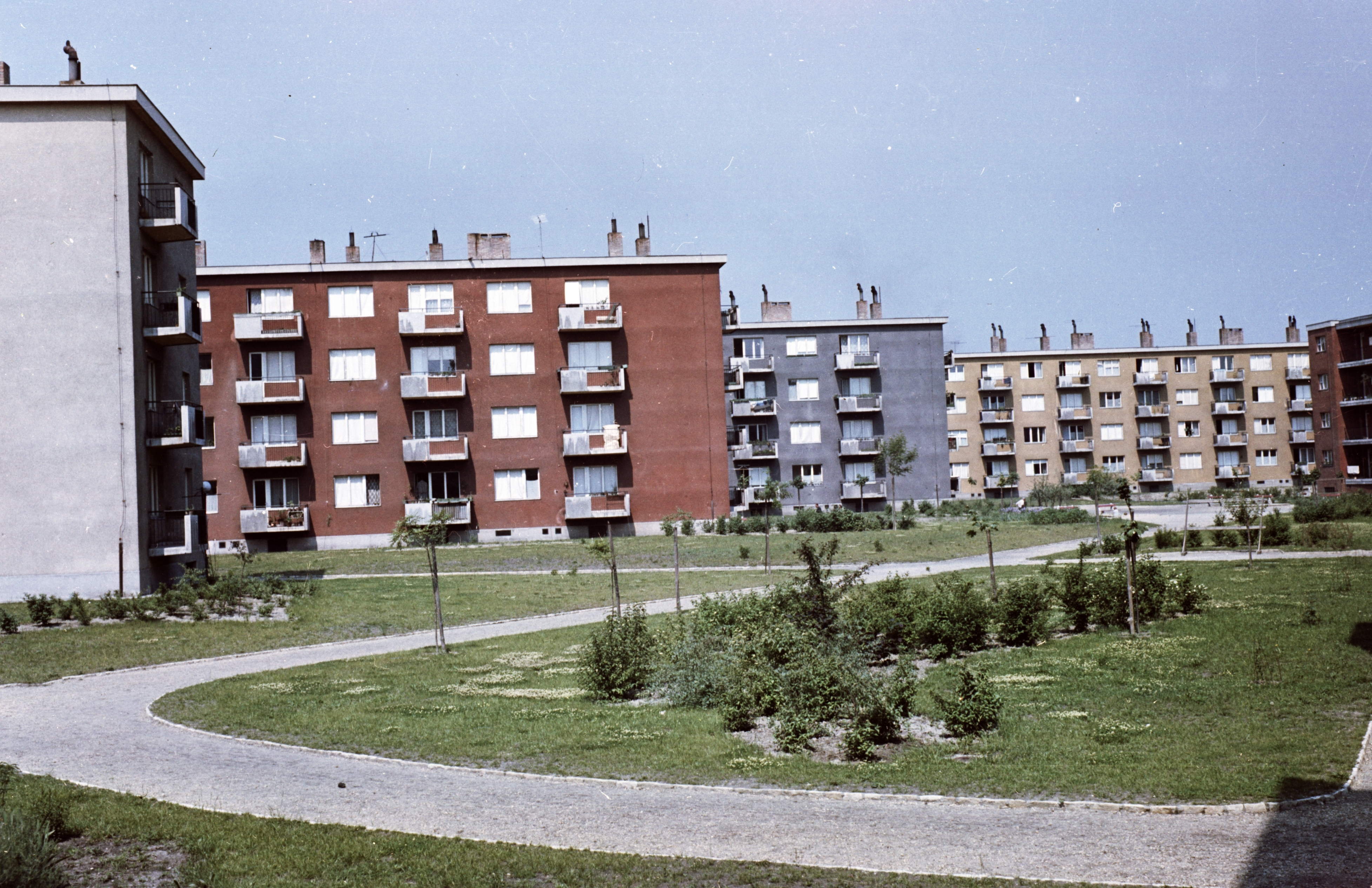
Csepel-Csillagtelep (1962)
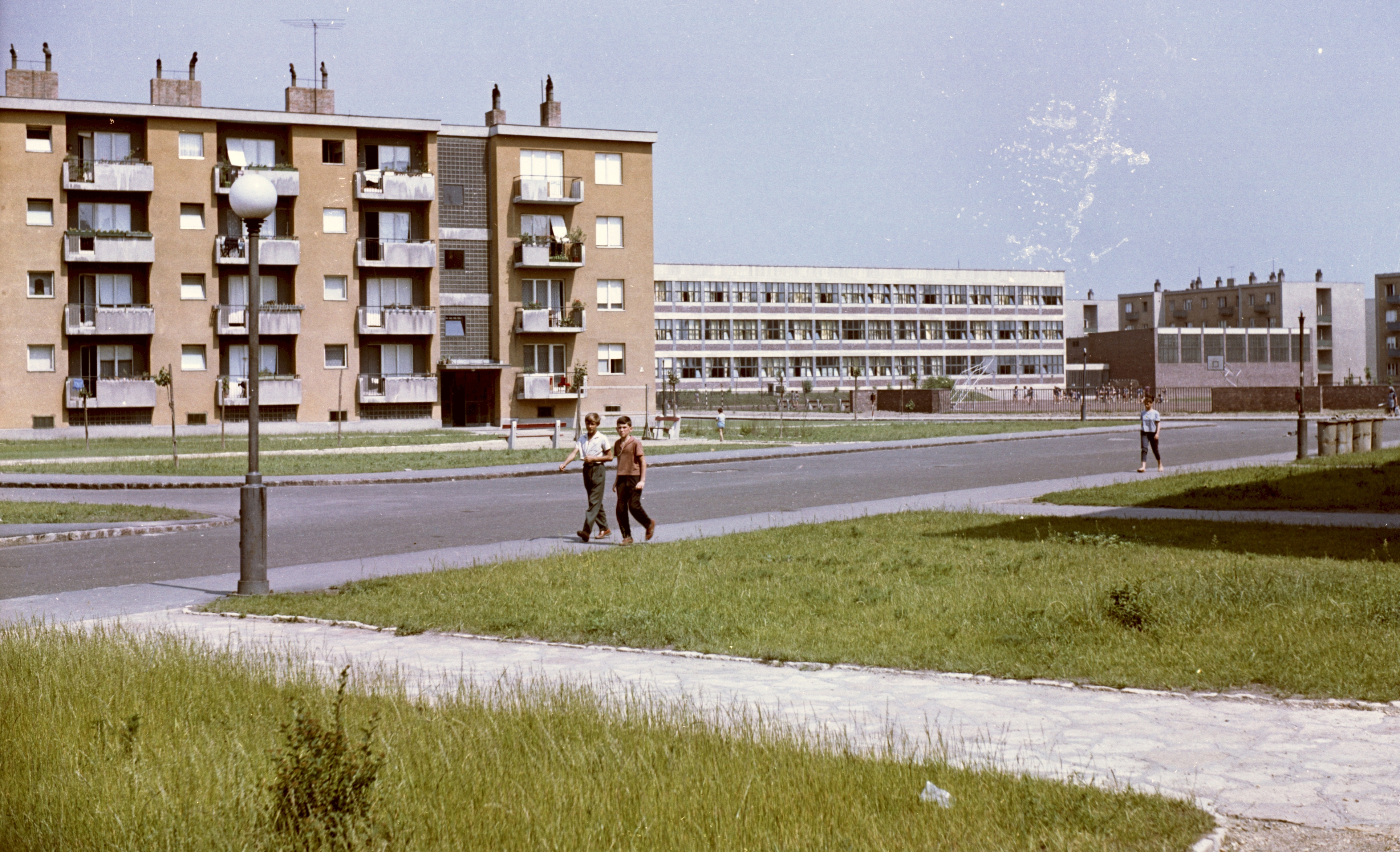
Csepel-Csillagtelep (1968) 1
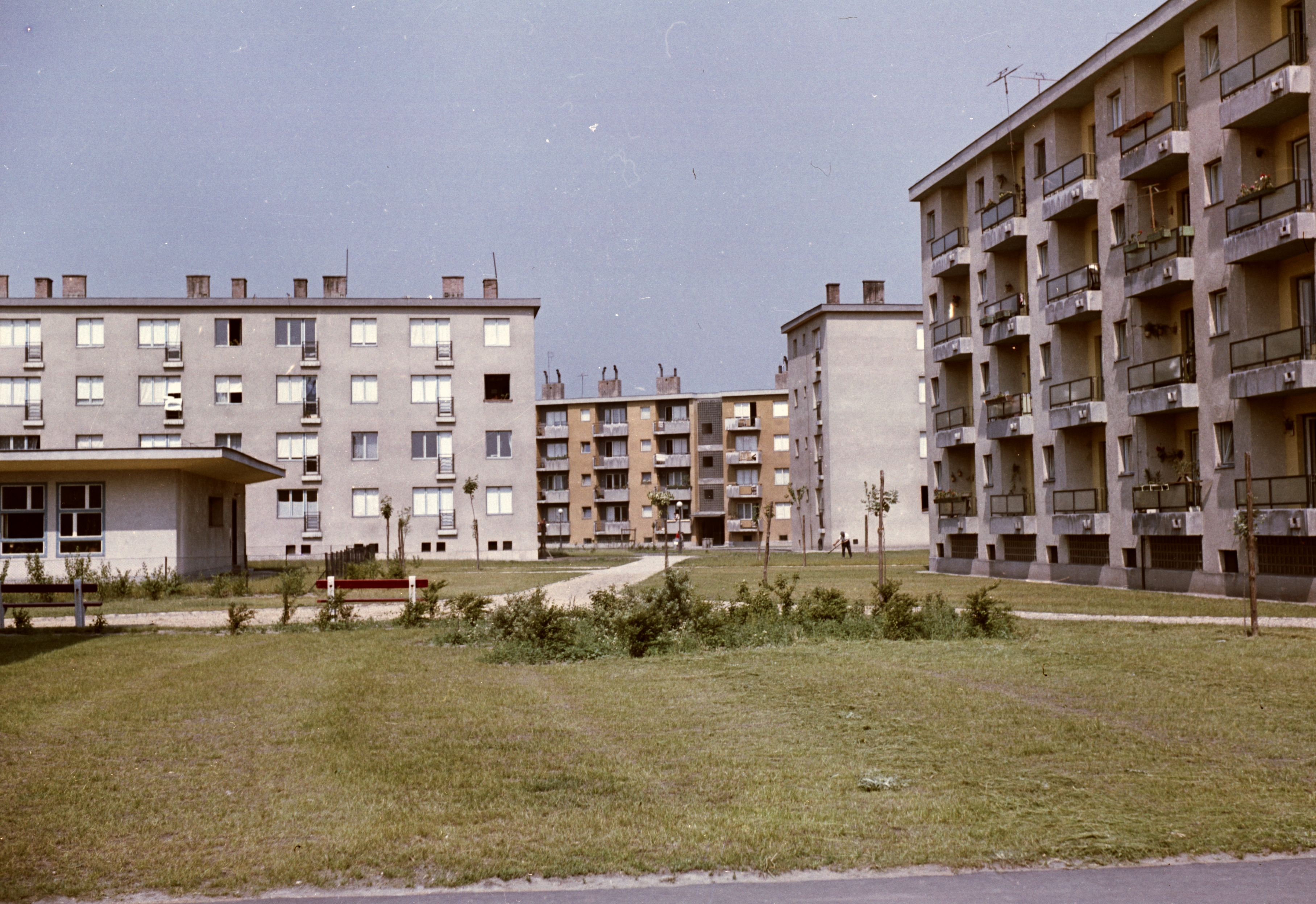
Csepel-Csillagtelep (1968) 2
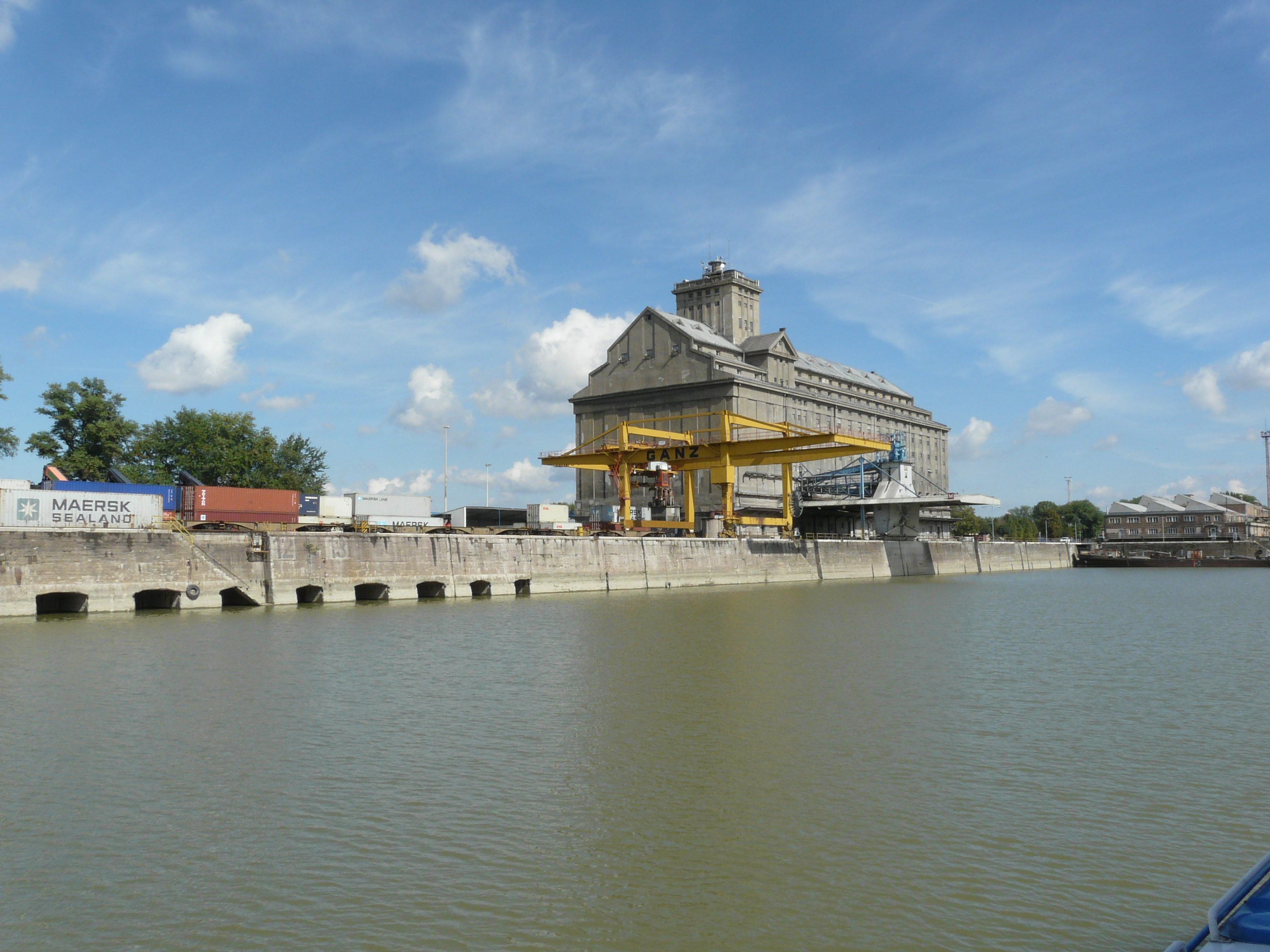
Csepeli Szabadkikötő (magtár)